# Ramlösa hälsobrunn
Ramlösa hälsobrunn ([ˈrâmːˌløːsa]; det vill säga som "Rammlösa") är en svensk hälsobrunn belägen i Ramlösa i sydöstra Helsingborg, grundad den 17 juni 1707 av Johan Jacob Döbelius. Brunnen byggdes upp kring en järnbrunn, som Döbelius undersökt 1701, 1705 och 1706. Under 1700-talet ökade hälsobrunnens anseende och besöktes av gäster från både Sverige och Danmark. 
Ramlösa brunn hade sin storhetsperiod i början av 1800-talet, då flera medlemmar av kungafamiljen och personer ur adeln regelbundet besökte anläggningen. I slutet av 1890-talet fann man en ny och mineralrikare alkalisk källa, vilket blev starten för det buteljerade vattnet och det moderna Ramlösaföretaget. Samtidigt minskade hälsobrunnens ursprungliga verksamhet, som slutligen lades ner 1973. Efter exploateringshot under 1970-talet skyddades flera av byggnaderna som byggnadsminnen och nästan hela parken klassades som ett skyddsområde inom byggnadsminnesförklaringen.

## Historia

### Brunnen upptäcks och etableras

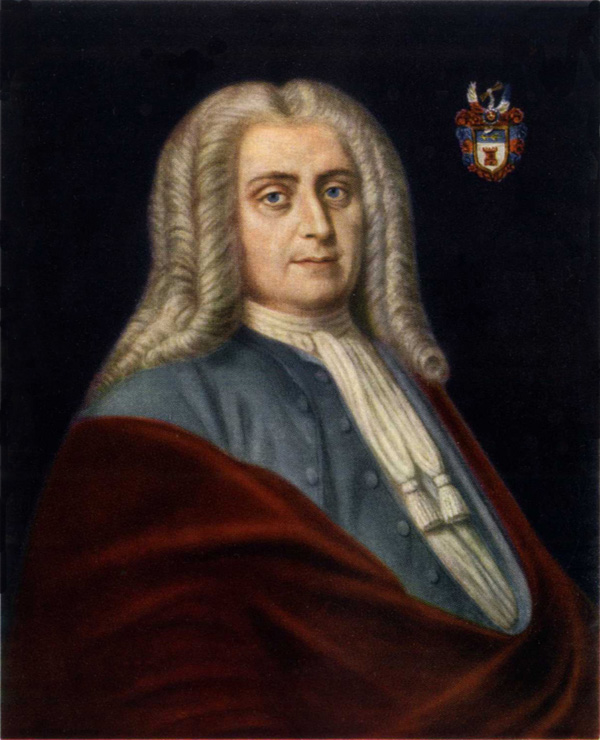
Johan Jacob Döbelius.

Ryktena om de järnhaltiga källorna i Ramlösa och deras botande effekt hade funnits under en längre tid. Under skånska kriget 1675–1679 lär Karl XI:s soldater ha kommit dit för dricka av källan. I Sven Lagerbrings levernesbeskrivning över Rutger von Ascheberg anges att soldater som (1677) plågades av fältsjuka, tillfrisknat sedan de kommit att släcka sin törst vid källan vid Ramlösa by. Svenskarnas högkvarter var i slutet av kriget, 1679, beläget i Västra Ramlösa. Guvernementsläkaren och medicinprofessorn vid Lunds universitet, Johan Jacob Döbelius, uppmärksammade i början av 1700-talet brunnsvattnet i Ramlösa. Trots att han av bygdens invånare blivit varnad om rövare i den skog källan låg i, undersökte han vattnet flera gånger: 1701, 1705 och 1706. Vattnet hade samma sammansättning som vattnet i flera av Sveriges surbrunnar: järn i form av kolsyrad järnoxidul. Efter detta skrev Döbelius om hur vattnets botgörande effekt motverkade flera åkommor:
| ” | Skjörbjugg, ledernas darrande, gikt och torrverk, svindel, hufvudvärk, flusser, rinnande och röda ögon samt rödt ansigte, hjertklappning, kort och elak ande, förslemmad, bortskämd och hård mage, förstoppad lefver, gulsot och mjeltsjuka, sten såväl i njurarna som i blåsan, hysteri, stranguri, hvita flussen, och äfven nyttjas detta vatten mot hvarjehanda fel i menstrua. | „ |

| ” | Unga personer, ännu ej utbildade, som hafva fallandesjukan, hvilken oftast härledes från en förslemmad mage eller maskar, kunna äfven vid Ramlösa Brunn söka sin hälsa. Men de som från ungdom varit döfva, haft starr, eller de som hafva lungsoten, samt äldre personer med fallandesjukan, hafva ingen restitution att vänta vid denna hälsobrunn. | „ |

Döbelius vände sig till den dåvarande guvernören i Skåne, Magnus Stenbock, som gav tillåtelse, och hjälp, att röja omkring brunnen och den 17 juni 1707, på Karl XII:s 25-årsdag, invigdes brunnen. Ett tusental människor hade samlats vid källan för att dricka dess vatten, men då Döbelius påpekade att man var tvungen att stanna vid brunnen under längre tid reducerades antalet patienter till ett 40-tal. 1708 utgav Döbelius boken Beskrivning om Ramlösa hälso- och surbrunnens uppfinnande, dess belägenhet, natur, verkan och rätta bruk där han berättar om patienter där vattnet haft verkan. Året efter invigningen återkom flera patienter och ryktet om brunnen spreds, särskilt i den förnämare societeten, mycket tack vare Döbelius dubbla roll som framstående läkare och affärsman. Brunnen utvecklades till en klinik och sjukhus dit många sjukliga människor sökte sig för att dricka brunn. Behandlingen gick troligen ut på att man varje morgon drack 15 till 17 glas av Ramlösavattnet för att skölja rent kroppen. Till det utvecklades ett livligt nöjesliv där människor från flera olika samhällsklasser samlades för att umgås i källans omgivningar.
Efter Döbelius tog medicine doktor Hans Roslin år 1713 över brunnen, men då han blev utnämnd till provinsialläkare i Kristianstad tappade han kontakten med anläggningen och 1727 utnämndes istället stadsläkaren i Malmö, Kilian Stobæus som brunnsläkare. Det var till stor del Stobæus förtjänst att Ramlösas rykte som kurort växte sig stort, till stor del på grund av dennes goda kontakter, bland annat i Danmark, men även hans popularitet som läkare; trots att Stobæus var sjuklig och halt värnade han alltid om sina patienter. Stobæus hade flera lärjungar runt sig, bland dem Carl Linneus, och han stannade som brunnsläkare till sin död 1742, även om hans lärjungar tog hand om patienterna under de senare åren.
Carl Linneus skulle återkomma till Ramlösa, tillsammans med studenten Carl Söderberg, under sin skånska resa år 1749. Under sitt besök i Helsingborg bodde han hos borgmästaren Petter Pihl d.y. i dennes bostad Gamlegård och reste sedan därifrån vidare till Ramlösa hälsobrunn. Om hälsobrunnen antecknade Linné:
| ” | Ramlösa surbrunn låg 1 kvart från Hälsingborg i söder, på ett så behageligt ställe, som naturen kunde åstadkomma. Landet norr om, som var klätt med den härligaste lövskog, avbröts perpendikulärt åt söder med en hög sandstensvägg, som var så mjuk, att hon kunde skäras och täljas, vilken genom ett hål uppå själva väggen utsläppte med ett friskt språng detta välsmakande och lättdruckna hälsovattnet. Surbrunnen besöktes och dracks nu av många gäster, som kommit hit ifrån fjärran orter, och månge funno här sin hälsa av ett vatten, som är ett av de förnämsta surbrunnsvatten i riket fast icke det starkaste till järnhalten. Blomster utvakades, att på dem se vad timma de öppnade eller tillslöto och att därmed få i stånd det Horologium Floræ, blomsterur, på vilket jag i flera år arbetat, och genom vilket man må kunna på villa marken, fast under mulen himmel, säga så noga tiden som av något ur. | „ |

Vid 1700-talets mitt uppfördes ett långt brunnshus i korsvirke, vilket dock endast hade fem gästrum. De flesta gästerna på Ramlösa brunn hyrde istället in sig hos lokalbefolkningen. Samma år som Carl Linneus besökte Ramlösa, 1749, besökte även arkitekten och hovintendenten Carl Hårleman hälsobrunnen. Hårleman beskrev brunnsgästerna  som under hans vistelse bestod bland annat av både pensionerade soldater och vanliga bönder, som diplomater och ämbetsmän. Hårleman lät resa en runsten som minne över sin vistelse vid hälsobrunnen. Stenen var placerad vid backen mittemot brunnshuset och runinskriften lyder:
| ” | Karl. Hårleman. med. sin. hustru. H. I. Liewen. reste. denna. sten. til. taksamt. minne. af. Ramlösa. vatns. dygd. ok. grevinnan. Ramels. omvårdnad. År. M.D.L.L.L.L.L. | „ |

Före Hårlemans besök hade området kring källan inte underhållits på något särskilt vid utan hade behållit sin naturliga form. I sina memoarer beskriver Gustaf Adolf Reuterholm hur hans mor vid en vistelse på 1730-talet hade funnit hälsobrunnen gudomlig i sin primitiva fägring och beskrev den som "endast af naturen gjord, men så förunderligt, att konsten förgäfves skulle bättre kunna hafva inrättat det". Hårleman blev en av initiativtagarna till en upprustning av källan. Området inhägnades, nya träd planterades och nya vägar och gångar drogs fram.

### Aktiebolaget bildas

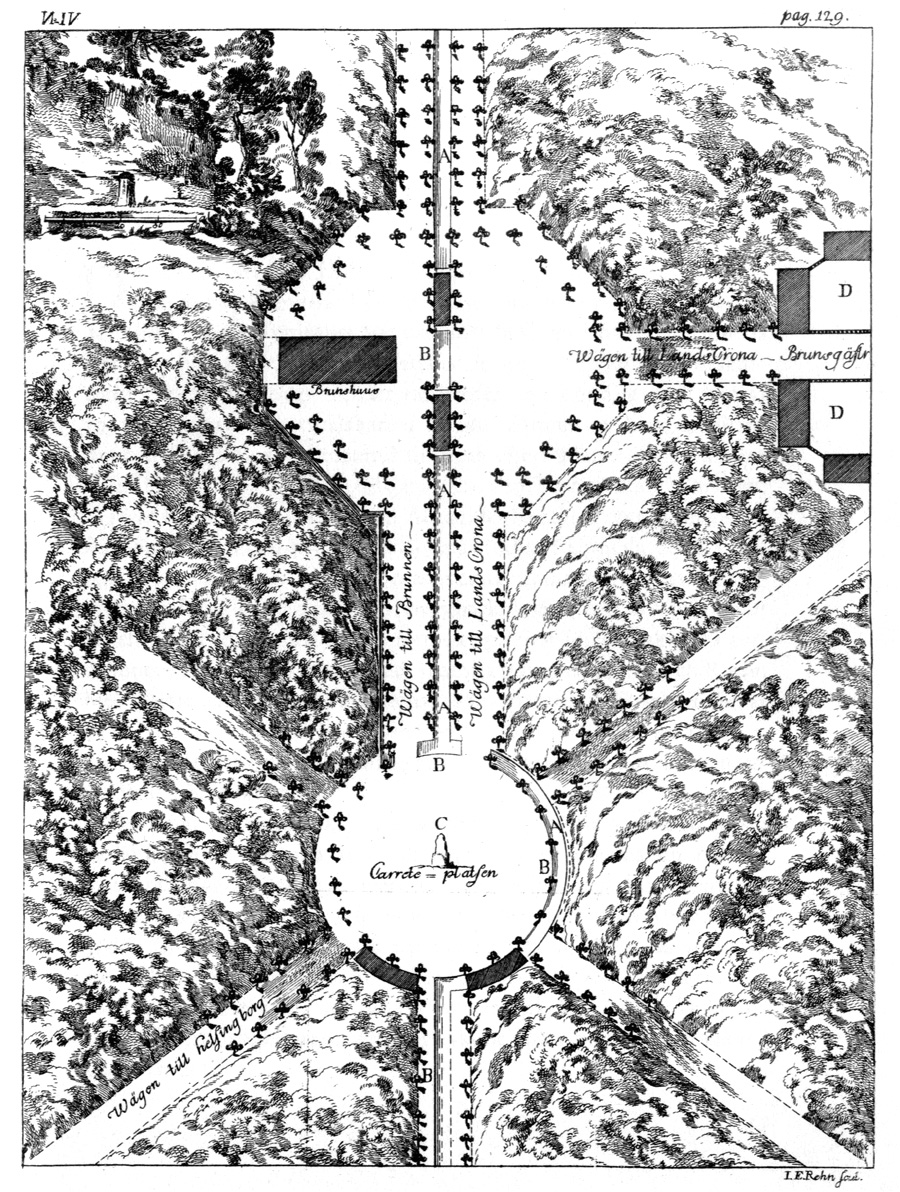
Skiss över Ramlösa brunn i Carl Hårlemans dagbok 1749–1751.

Ramlösa Brunn hade en blomstringstid under brunnsintendenten Eberhard Rosenblad från dennes tillträdande 1760, fram till dennes död 1796. Under denna tid ökade besökarantalet kraftigt och man försökte från brunnsinrättningens håll köpa in mark i anknytning till källan så att man där skulle kunna bygga ett nytt hotell med plats för 200 gäster. Det var dock inga av de angränsande gårdarna som ville sälja, eftersom de då skulle förlora intäkter från brunnsgäster som hyrde in sig över sommaren. För att ta vara på den popularitet brunnen uppnått bildade man ett aktiebolag för att skaffa kapital till anläggningarnas underhåll. De första ägarna bestod till största delen av skånsk jordägaradel, men även av läkare och köpmän. Den första direktionen bestod av landshövding Gustaf Fredrik von Rosen, generalmajor Bror Cederström, statssekreterare Christoffer Bogislaus Zibet, handelsmännen Carl Magnus Tönningh och Carl Magnus Nordlindh, dåvarande brunnsläkaren Pehr Unge och friherre Rutger Macklean. Samma år skickade man en förfrågan till dåvarande kungen, Gustav IV Adolf, för att på detta sätt kunna få förvärva ny mark. Kungen inte bara beviljade köpet, utan lät också ta fram en plan för brunnens utbyggnad och von Rosén lyckades därmed genom staten köpa in ett halvt frälsehemman i Köpinge by åt brunnen. År 1801 fick brunnen sina första kungliga privilegier som stadgade att man hade rätt att ta betalt för vattnet från brunnsgästerna. Avgiften till brunnshuset var för folk 1 riksdaler. Förmögnare folk fick betala 2 riksdaler och allmogen 24 skilling. Åt präst, klockare och brunnsmästare betalades efter godtycke. Däremot skulle fattiga fortfarande få dricka av vattnet gratis. Med hjälp av det nya aktiekapitalet på 16 000 riksdaler kunde man bygga ut anläggningen, till exempel byggdes brunnshuset om, ett nytt värdshus – nuvarande läkarvillan – lades till, nya stallar uppfördes, samt fyra nya byggnader för gästrum. På stranden mellan Helsingborg och Råå byggde man ett badhus dit gästerna togs med hästdroska, vilket dock brann ner redan 1811. Badhuset var beläget på stadens mark. Det var 28 alnar långt och 15 alnar brett och hade skänkts till brunnen av en av brunnsdirektionens ledamöter, herr Tönningh. Dessutom anlade flera godsägarfamiljer villor i anknytning till parken, bland andra familjerna Trolle, Dücker, Hamilton och Wedderkop.
Brunnsgästerna bodde i Ramlösa eller Köpinge by och även i Helsingborg. Brunnsdrickningen skedde under stark musik. Det dansades alla söndagar och torsdagar mellan klockan 16 och 19. Man besökte också Comedie-huset i Helsingborg. Två gånger i veckan gjordes insamlingar för de fattiga och man gav dem även fria medikamenter. Något sjukhus fanns inte och de fattiga inkvarterades därför i lador och på logar i Ramlösa och Köpinge byar. 1802 uppfördes ett särskilt boningshus för de fattiga. Antalet gäster hade under åren visat en ökning, 1796: 74 ståndspersoner, 1797: 55, 1798: 81, 1800: 106 och 1801: 110. Räknade man även in de fattiga uppgick brunnsgästerna till nära 200 personer.

### von Platen och von Dannfelt

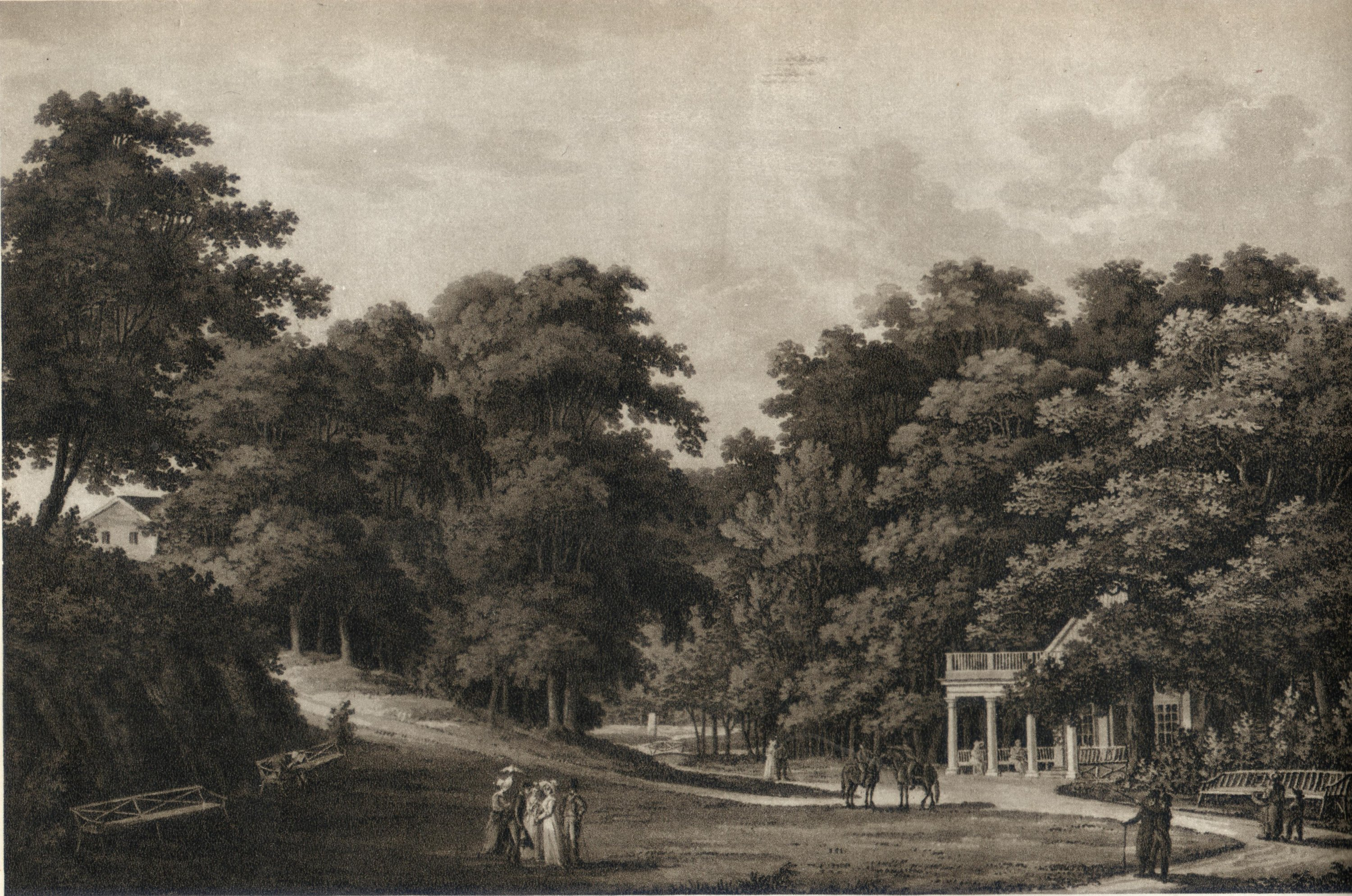
Ramlösa brunn 1816, vy åt väst.

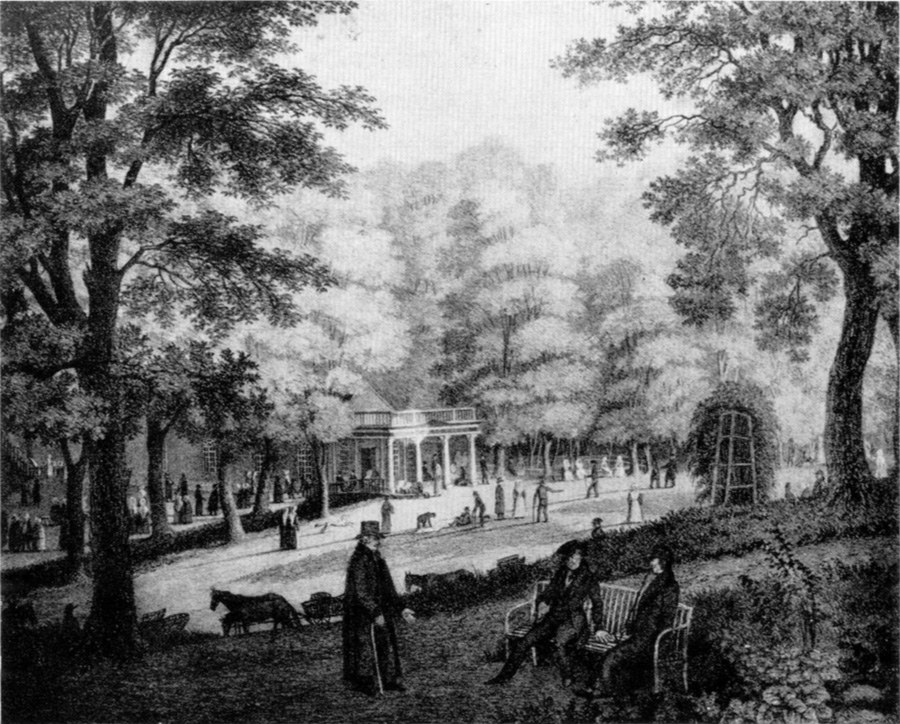
Ramlösa brunn 1816, vy åt öst.

På grund av de många nybyggnaderna tog snart aktiekapitalet slut, vilket gjorde att man med glädje antog hovmarskalken Achates von Platens förslag om att arrendera Ramlösa Brunn i 50 år. Tillsammans med brunnsläkaren Eberhard Zacharias Munck af Rosenschöld stod von Platen bakom brunnens nya glansperiod, von Platen genom sina investeringar och utvidgningar av anläggningen och Munck af Rosenschöld genom sina kontakter som byggde upp hälsobrunnens rykte som "socialt inneställe". Till exempel lät von Platen år 1807 uppföra det första hotellet inom brunnens område: "Stora hotellet" – en 40 meter lång och 15 meter bred korsvirkesbyggnad i två våningar med en stor salong, två salar och fyra stora gästrum i bottenvåningen och 20 gästrum totalt. Han uppförde även nya stallbyggnader för totalt 44 hästar och 10 vagnar och utförde förbättringar av parken. Man lät inhägna fem tunnland av det 70 tunnland stora markområde till väster om parken som brunnen ägde för att där lägga ut trädgårdar och plantera bland annat 100 fruktträd. Trots läkaren Munck af Rosenschölds många motsättningar med kung Karl XIV Johan, i sin egenskap av liberal riksdagsman, besökte många medlemmar av kungafamiljen regelbundet parken. Särskilt kronprins Oscar (senare Oscar I) var en flitig besökare. Den kungliga glansen lockade dit Skånes societet, samt även stor del av huvudstadens övre skikt, till baler och andra evenemang. Tiden skildrades av publicisten Bernhard Cronholm som följer:
| ” | Genom de täta kungliga besöken hade Ramlösa blivit ett ställe, där den fina världen samlades från hela Skåne varje sommar. Under de fyra veckor som den egentliga säsongen räckte, var det ett rörligt och praktfullt liv. Promenaderna voro vissa tider på dagen fyllda av utsökta toiletter [elegant klädsel], medan ryttare presenterade sig på engelska fullblodshästar och en samling vagnar med frustande spann och guldsmidd betjäning bildade lysande kortege på vägen mellan brunnen och staden. Ungdom, skönhet och talanger firade här sina olympiska lekar. Varje ung flicka som skulle, som det heter, ut i världen, måste här genomgå provet inför den kritiska areopagen [domstolen], och det omdöme som här blev fällt, betraktades som en dom från den högsta instansen i gratiernas, ridderlighetens och smakens värld. Det härskade en etikett lika sträng som vid ett gustavianskt hov, och detta gjorde att det ofta var en stel ton och ett levnadssätt som i övrigt föga överensstämde med den otvungenhet som den behöver, vilken reser till en brunn för att sköta sin hälsa. Brunnsgästerna voro likväl fördelade i olika sällskap och det var blott de som voro friska och de som tillhörde de högre samhällsklasserna som togo del i det kostsamma och lysande livet, medan de övriga levde mera otvunget och voro åskådare av den lysande ståten. Brunnen hade vid den tiden vissa habituéer [stamgäster] som infunno sig varje år. Flera familjer hade boningar där och andra kommo reguljärt varje sommar. Ungdomen kom gärna dit, ty den hade alltid roligt. | „ |

År 1824 överlät von Platen brunnen till överste Carl von Dannfelt för 18 000 riksdaler och snart ägde Dannfelt även majoriteten av brunnens aktier. Dannfelt byggde vidare på vad von Platen hade börjat med, exempelvis återuppbyggde han badhuset vid Öresund och ett nytt sjukhus uppfördes i områdets östra sida med plats för 80 patienter. Parken fick ännu en upprustning i romantisk engelsk stil med gångvägar utformade för att locka till promenader. Under denna tid var nöjeslivet livligt och vid brunnen hölls flera baler och konserter, gästerna kunde hyra hästar för utflykter, samt man hade möjlighet för kort- och biljardspel. År 1824 besökte Karl XIV Johan parken och man diskuterade möjligheten att bygga en särskild bostad åt kungafamiljen då den besökte brunnen. Men när ritningarna presenterades i Stockholm året därpå hade kungen ändrat sig och valde istället att donera en summa av 8 000 riksdaler till parken, som skulle användas som bidrag åt vistelse för de som inte själv hade råd att hyra in sig på brunnen. Denna donation lade grunden för det som kom att bli brunnslasarettet, vilket stod klart 1835. Det blev en av de mest påkostade byggnaderna i parken och rymde 46 sjuksängar. År 1828 besökte drottning Desideria hälsobrunnen och till hennes ära lät Dannfelt plantera en "drottningträdgård" framför det hus hon bodde i, numera känt som Villa Desideria.

### Täta ägarskiften och det nya bolaget

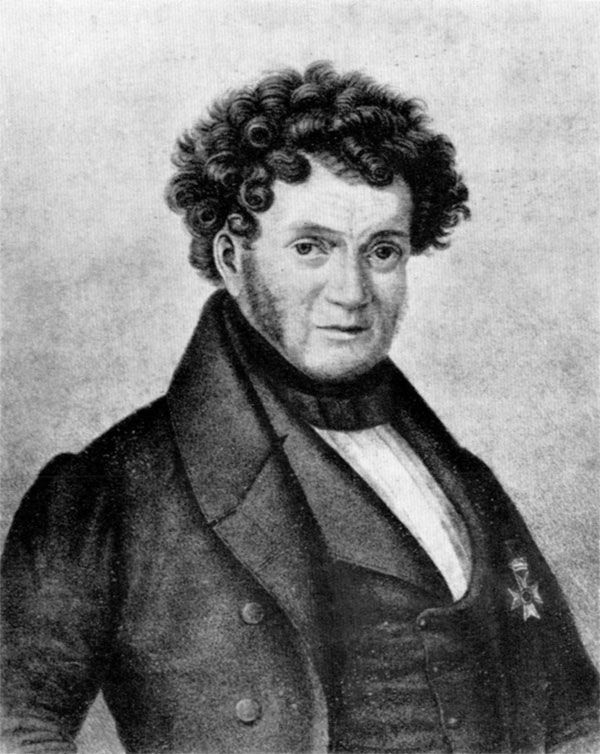
Eberhard Zacharias Munck af Rosenschöld.

År 1840 drabbades brunnen av ett kraftigt bakslag då både den populäre doktorn af Rosenschöld och ägaren Dannfelt dog inom loppet av ett år. Därefter följde en period av många ägarbyten och stor förvirring. Dannfelts släktingar, som ärvt aktiemajoriteten, överlät 1842 arrendet på löjtnant Påhlman och sålde det sedan till intendenten Olof Westergren. Denne dog redan 1849 och de oklara ägandeförhållandena gjorde att man blev rädd för att brunnsverksamheten skulle styckas upp, vilket gjorde att tolv bönder gick ihop och köpte brunnen samma år. Tio av bönderna drog sig dock ur året därefter, vilket gjorde att brunnen då ägdes av trädgårdsmästare Carl Hultberg och hemmansägaren Jöns Pålsson. Pålssons far köpte brunnen 1853, men dog kort därefter. Dennes arvingar planerade att stycka upp omkringliggande mark och sälja av den och samtidigt höll det 50-åriga arrendekontraktet från 1805 på att löpa ut, vilket gjorde att det år 1855 bildades ett av skånska affärsmän nystartat bolag med ryttarmästare Rudolf Tornérhjelm i spetsen, som övertog brunnen.
Det nya bolaget startade en intensiv period av upprustning och nybyggnationer där ett nytt badhus uppfördes vid källan, det gamla brunnshuset revs och 1862 stod en ny brunnssal färdig, gångar anlades och träd fälldes för att öppna upp parken. År 1865 förbättrades parkens kommunikationer i och med att järnvägen till Landskrona stod färdig, längs vilken Ramlösa hade en egen station, belägen där den nuvarande Ramlösa station ligger. Dessutom började några år senare ett antal hästomnibussar gå mellan Helsingborg och brunnen. År 1875 förbättrades tågförbindelserna ytterligare i och med att Helsingborg-Hässleholms järnväg byggdes och spåret drogs strax söder om brunnsparken. Här etablerades en andra station åt Ramlösa: Ramlösa Brunns station.  

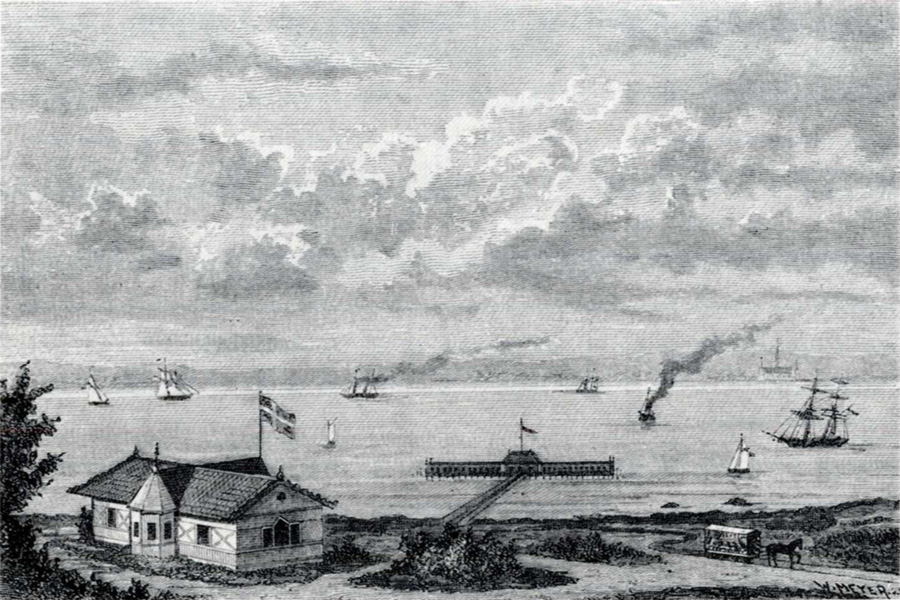
Ramlösa badhus ur broschyren Ramlösa sommaren 1878, utgiven av Curt Wallis. Nere till höger i bild kan man se den hästdrivna spårvägen.

Med hjälp av finansiären Wilhelm Kempe tog läkaren Curt Wallis år 1876 över brunnen, både som ägare och som intendent. Wallis rustade upp de åldrande anläggningarna, han byggde till exempel ett badhus vid sundet, innehållande både restaurang och musikpaviljong, som han förband med brunnsparken med en hästdriven spårväg – Sveriges första när den invigdes 1877. Nya villor uppfördes vilket gjorde att antalet rum ökade från 100 till 170. 1879 brann det gamla brunnshotellet ner och ersattes några år senare av ett nytt och större, vilket i stora drag är det hotell man ser stå kvar idag. Wallis gjorde mycket för att återupprätta brunnens rykte efter den något kaotiska perioden och det var dennes förtjänst att Ramlösa hälsobrunn överlevde 1800-talets slut.
1882 bytte brunnen ägare igen. Denna gång var det ett konsortium av svenska och danska investerare. Man omvandlade brunnsparken till en mer nöjesinriktad park, kallad "Fjället", innehållande ett miniatyrtivoli, en dansbana, skjutfält, salustånd med mera. Nöjesplatsen var inrättad på backen norr om källan där blommor och träd planterades. Alla investeringar lockade stora mängder besökare, vilka från 1891 kunde ta sig till brunnen med hjälp av en ny smalspårig järnväg: Decauvillen, eller "Lilla spöket", som den också kallades. Däremot hade de trogna brunnsgästerna svårt att känna igen sig i de nya omgivningarna och brunnsläkarna stannade på grund av oredan inte heller särskilt länge varje säsong. År 1896 öppnade Folkets Park i Helsingborg, som tog en stor del av nöjesparkens besökare och i slutet av 1800-talet hade man återgått till att bedriva en traditionell brunnsrörelse.

### Den nya källan och hälsobrunnens nedgång

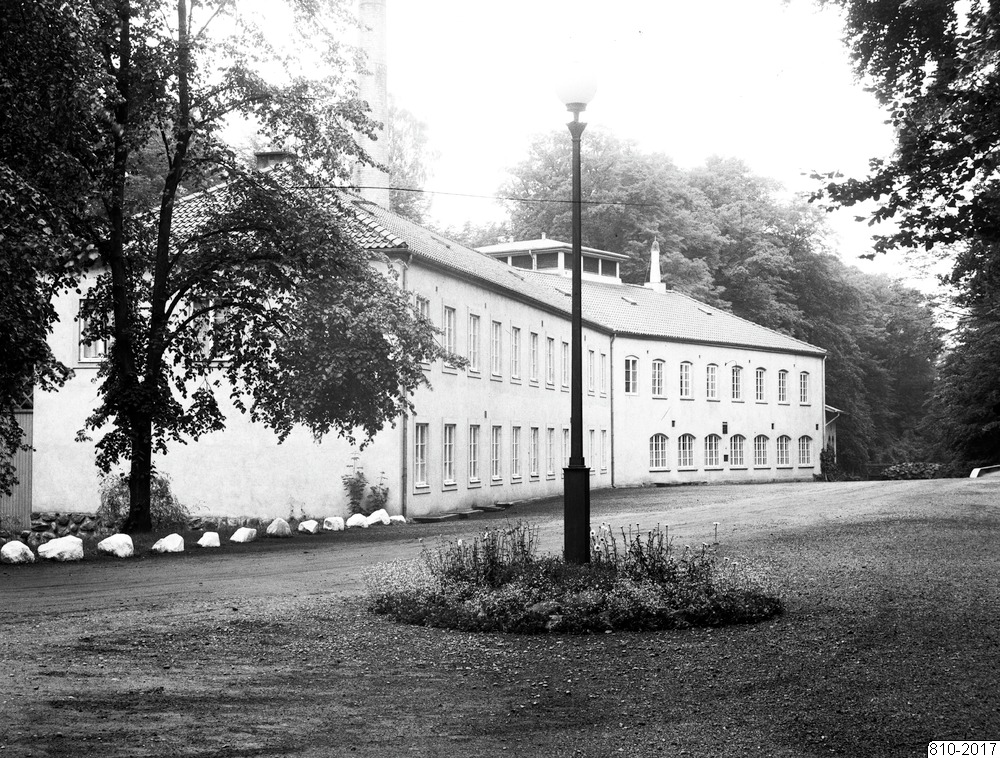
Ramlösa vattenfabrik 1935.

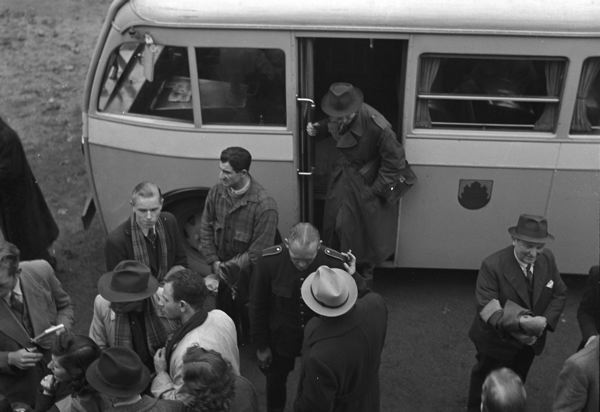
Danska flyktingar anländer till Ramlösa brunn den 5 oktober 1943 efter att den tyska ockupationsmakten ökat förföljelsen av judar i landet.

I slutet av 1800-talet borrade man efter kol och lera i området kring brunnsparken, men istället stötte man på stora mängder vatten, vilket gjorde att man avbröt borrandet. Samtidigt hade den dåvarande brunnsintendenten vid Ramlösa, doktor Claus, problem med pannsten i sina ångpannor. På förslag av VD:n, friherre Uggla, försökte man med att ersätta bäcksvattnet med vatten från borrhålet och till stor förtjusning försvann pannstenen. Detta gjorde att man lät analysera vattnet och resultaten visade att det var mycket rent och rikt på mineraler, i klass med det bästa tyska hälsovattnet, Apollinaris, från Bad Neuenahr. Det dröjde dock till 1900-talets början innan man startade en fabrik för att buteljera vattnet. Den första fabriken byggdes 1912 och låg i anknytning till badhuset i brunnsparken. Försäljningen gick till en början trögt, men 1914 tog den fart och försäljningen ökade med 50 procent. Samtidigt kom rykten om att den ursprungliga källan höll på att sina, vilket den också såg ut att göra, och man försökte från ledningens sida att tysta ner det hela. Vid närmare undersökning visade det sig dock att det var rören som hade slammat igen och man löste detta genom att installera nya rör. I samband med detta borrade man på fler ställen och fann då ännu en källa med bättre vattenkvalitet än den gamla.
Under 1920-talet blev inkomsterna från vattenfabriken större än de från den traditionella brunnsrörelsen. Grunden till detta låg i att man i samhället nu fått bättre vårdinrättningar som så småningom konkurrerade ut hälsobrunnarnas verksamhet. På 1930-talet fortsatte försäljningen av det buteljerade vattnet att öka. Nu hade man breddat sin marknad till utlandet och förutom Danmark, där Ramlösa varit känt sedan länge, exporterades vattnet till Finland, Storbritannien, Nederländerna, Frankrike, Mesopotamien, Turkiet, Syrien, Brittiska Palestinamandatet och Egypten. Nu hade den gamla brunnsrörelsen till slut blivit en ekonomisk belastning för företaget och behölls mest av traditionella skäl. Försäljningen sjönk under andra världskriget och istället användes flera av brunnsparkens byggnader som flyktinganläggningar för de judar som flydde Danmark under de utökade förföljelserna, som startat 1943. Den 9 april 1945 anlände sedan frisläppta fångar från de tyska koncentrationslägren med Folke Bernadottes vita bussar till Helsingborg och många av dessa togs emot vid Ramlösa brunn. Åren 1943–45 tog man emot över 13 000 flyktingar, 200–700 per dag. När det åter blev fred steg omsättningen för vattenfabriken kraftigt, vilket ledde till att man blev tvungen att bygga ut fabriken vid två tillfällen, för att till slut flytta till en helt ny fabrik i Ättekulla Industriområde 1973. Samma år lades kurortsverksamheten till slut ner vid hälsobrunnen. Det året hade brunnslasarettet 66 inlagda patienter.
Redan innan hälsobrunnens nedläggande hade man skissat på hur man skulle använda brunnsparkens område och byggnader. År 1967 bildades AB Ramlösa Brunnsanläggning med målsättningen att få till en brunnsverksamhet året runt, där det var meningen att den gamla miljön skulle bevaras utan några genomgripande förändringar. Två av huvudägarna, byggbolagen Hermanssons Byggnads AB och JM Byggnads AB, var dock emot detta och ansåg att man inte kunde bevara verksamheten utan omfattande byggnadsprojekt som finansiering. Man planerade bland annat att riva det gamla Stora Hotellet och ersätta detta med en servicebyggnad innehållande galleria, bibliotek och konferenslokaler. Man ville även riva badhuset och bygga tennisbanor. Dessutom ville man bygga en större sjukpaviljong, radhus och en 13 våningar hög hotellbyggnad. Dessa planer mötte stora protester, ledda av bland andra Hans Alfredson, och 1973 skänkte istället bolaget parken till staden och man nöjde sig med att bygga ett radhusområde utanför brunnsparken.

### Brunnsintendenter 1707–1973
| - Johan Jacob Döbelius (1707–1712) - Hans Roslin (1713–1726) - Kilian Stobæus den äldre (1727–1741) - Nils Retzius (1742–1746) - Kilian Stobæus den yngre (1746–1758) - Johan Lindhult (1758–1759) - Eberhard Rosenblad (1760–1795) - Pehr Unge (1796–1807) - Eberhard Zacharias Munck af Rosenschöld (1808–1840) - Fredrik Bågenholm (1841–1851) - Arvid Bruzelius (1852–1853) - Fritz Netzler (1854–1873) - Erik Frick (1874–1875) - Curt Wallis (1876–1881) - Theodor Schagerström (1882–1883) | - Nils Samuelson (1884–1885) - Axel Otto Lindfors (1886) - Alfred Hyllengren (1887–1888) - Claus Claus (1889–1904) - Kurt Rinman (1905) - Ernst Landergren (1906–1911) - Karl Petrén (1912–1921) - Malte Ljungdahl (1922–1924) - Sven Ingvar (1925–1930) - Haqvin Malmros (1931–1934) - Otto Östberg (1935–1938) - Erik Ask-Upmark (1939–1945) - Johan Rudbeck (1946–1948) - Erik Ask-Upmark (1949–1973) |

### Vattnets medicinska verkan
Enligt brunnsintendenten Pehr Unge hade vattnet visat sig verksamt mot följande sjukdomar: äckel och kräkning om morgnarna, förstoppning, kolik, slem och sömnlöshet, cardialgi och halsbränna, väderspänningar, maskar, mjältsjuka, hysteri och konvulsioner samt oordningar i menstruationen, gikt, reumatism, kontrakturer, lidanden i urinvägarna, lamhet och även hudsjukdomar. Han anför också ett par bröstsjukdomar som har blivit hävda av vattnet.

## Ramlösa Hälsobrunn
Dagens Ramlösa Hälsobrunn har sina rötter i det gamla aktiebolaget som bildades 1798, även om verksamheten idag är helt annorlunda. Idag består verksamheten endast av buteljering av vattnet från den gamla verksamhetens olika brunnar. AB Ramlösa Hälsobrunn upphörde som eget bolag 1999 och verksamheten är sedan 2001 en del av Carlsberg Sverige AB, som ägs av den danska bryggerikoncernen Carlsberg Breweries. Vid anläggningen buteljeras årligen över 80 miljoner liter vatten varav cirka 10% exporteras till olika länder.

## Brunnsparken

### Parkens utformning

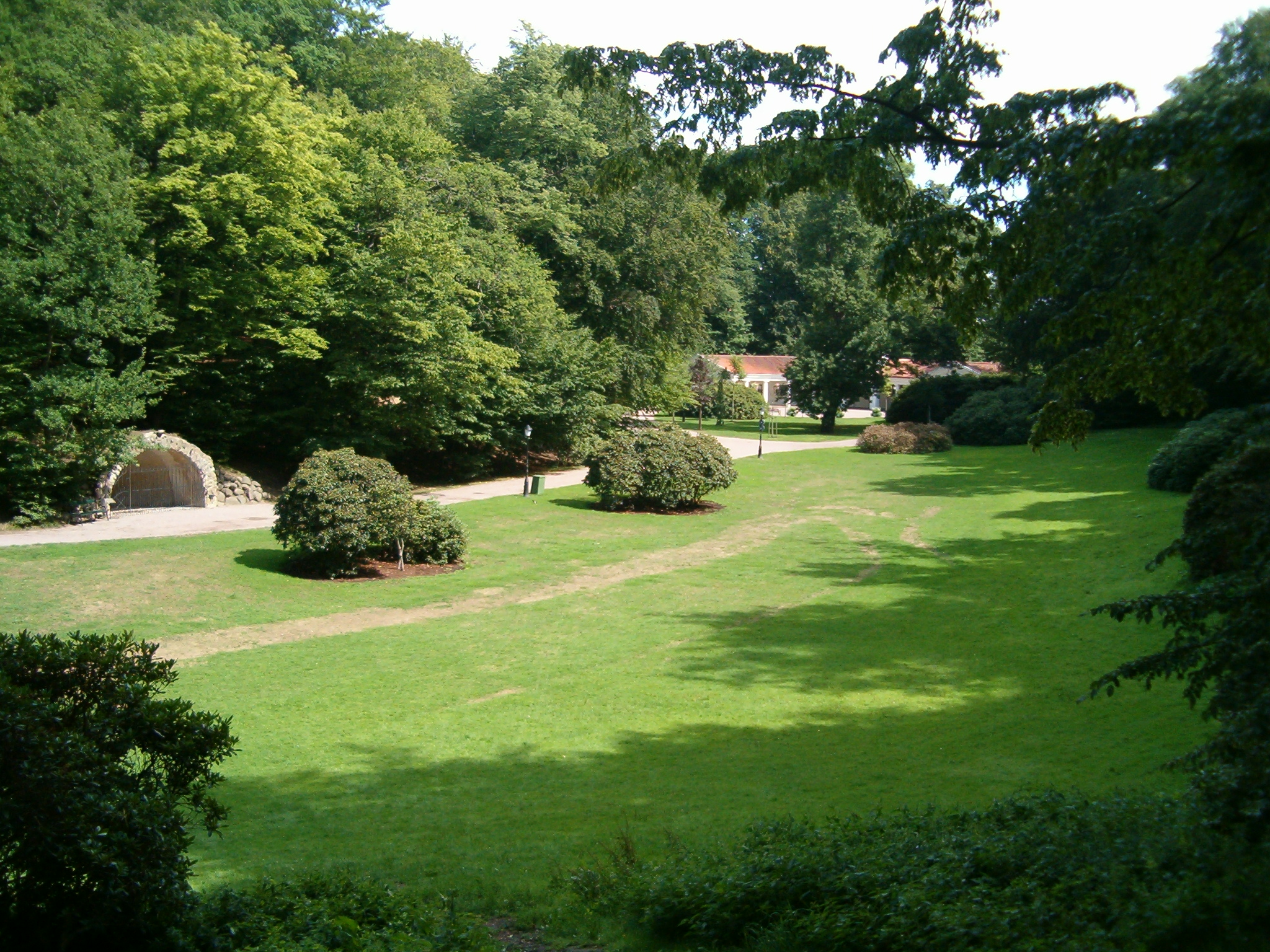
Utsikt över Ramlösadalen. Till vänster i bild syns alkalikällan, medan man till höger skymtar Vattenpaviljongen bakom växtligheten.

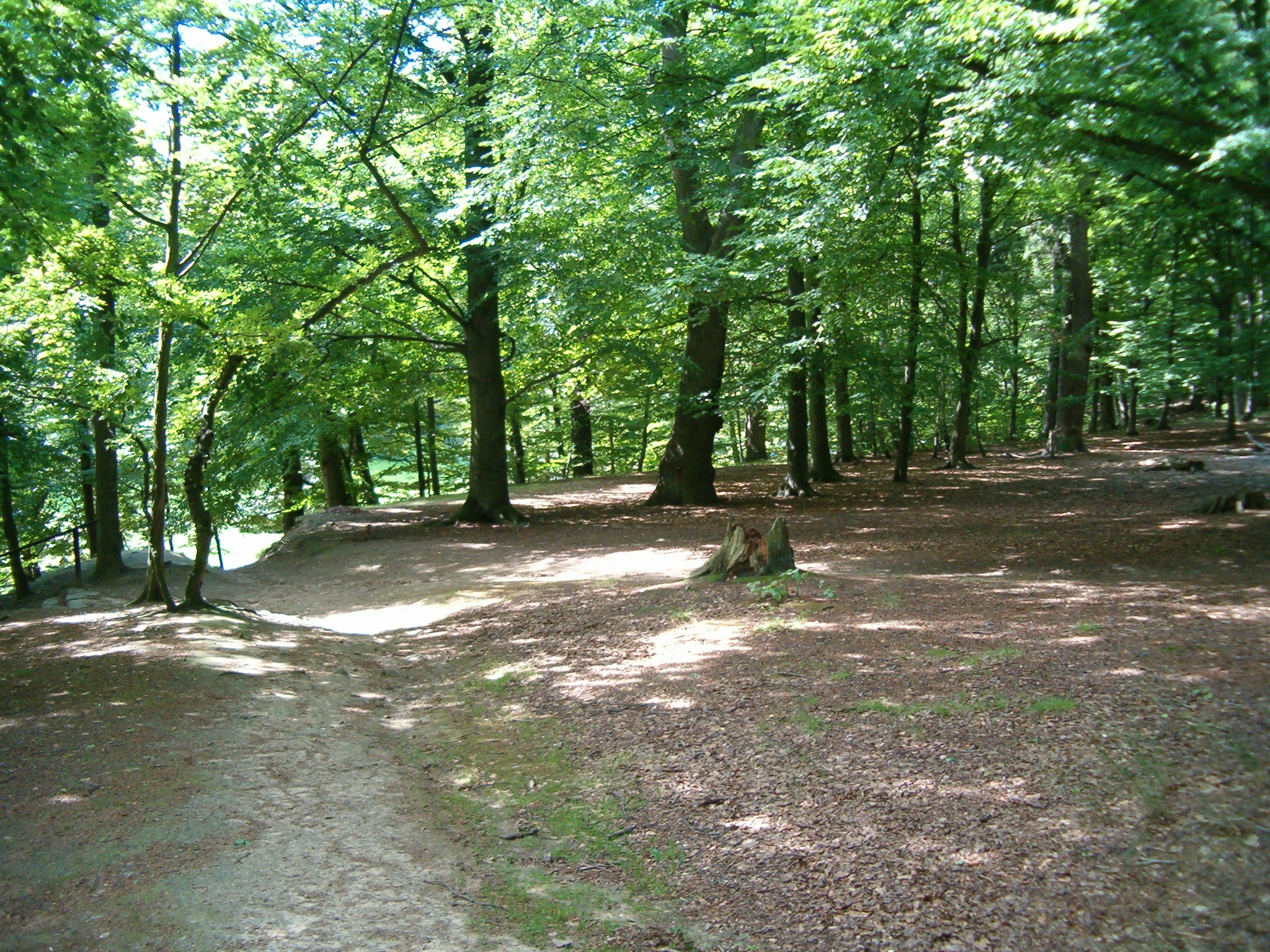
Ekebacken.

Brunnsparken är belägen runt en naturlig dal i landskapet, som kan sägas dela in parken i tre olika delar, en del i söder bestående av hälsobrunnens byggnader och ett antal villor, delen nere i dalen vilken innehåller källorna och brunnspaviljongen, samt en nordlig del bestående av lövskog. Parken har inslag av både fransk park med långa axlar och siktlinjer och engelsk park med böljande gräsmattor.
Vid den södra delen finns två äldre officiella ingångar, en i väster och en i öster. Från ingången i väster, där man kan se en bevarad entrékur i trä av okänt datum, leds man genom en lång allé, numera benämnd Von Platens allé. Träden i allén var tidigare lindar, men är numera till största delen hästkastanj, vilka skapar ett tätbevuxet tak över vägen, men även alm, lind och lönn. Allén är kantad på båda sidor av en engelsk park med inslag av ett antal bostadsvillor, fram till Stora Hotellet, där parken till slut öppnar sig. Framför hotellets huvudentré, på dess norra sida finns en öppen plats belagd med grus och norr om denna en buskinhägnad trädgård med springvatten och blomster, anlagd under 1930-talet. Norr om trädgården ligger korsvirkeshusen Villa Linnea och Villa Viola och bortom detta det gamla Badhuset. Vidare åt öster från hotellet ligger en rad av villor på gångens norra sida, Villa Bellis, Villa Salvia och Läkarvillan, och i söder ligger Kamrersvillan. I gångens fond ligger Brunnslasarettet och strax innan viker gången av mot söder för att leda fram till den andra entréporten. Tidigare ledde härifrån en poppelallé ner till källan i dalen. Allén finns däremot inte längre kvar.
Den del av parken som är belägen i dalen, vilken oftast brukar kallas för Ramlösadalen, har en öppen karaktär med stora gräsytor med inslag av ett antal mindre träd och buskage, där rhododendron är flitigt förekommande. Denna del ger en intim känsla då den på båda sidor kantas av branter med kompakt grönska, vilket ger ett intryck av att man är innesluten. I den östra delen ligger Vattenpaviljongen, som byggdes 1919–21, strax söder om den ursprungliga järnkällan, markerad genom den blottade bergväggen som är rödfärgad av det järnhaltiga vattnet. Här hålls vid tillfällen olika konserter och tillställningar, särskilt under den så kallade Brunnsdagen. Vid den öppna gräsytans mittpunkt, mot dalbranten, ligger ännu en källa: den gamla alkaliska källan. Denna är innesluten av en konstgjord grotta, numera inhägnad av ett stängsel. Dalen är plats för en hel del unika biotoper för lavar, svampar, insekter, fåglar och växter.

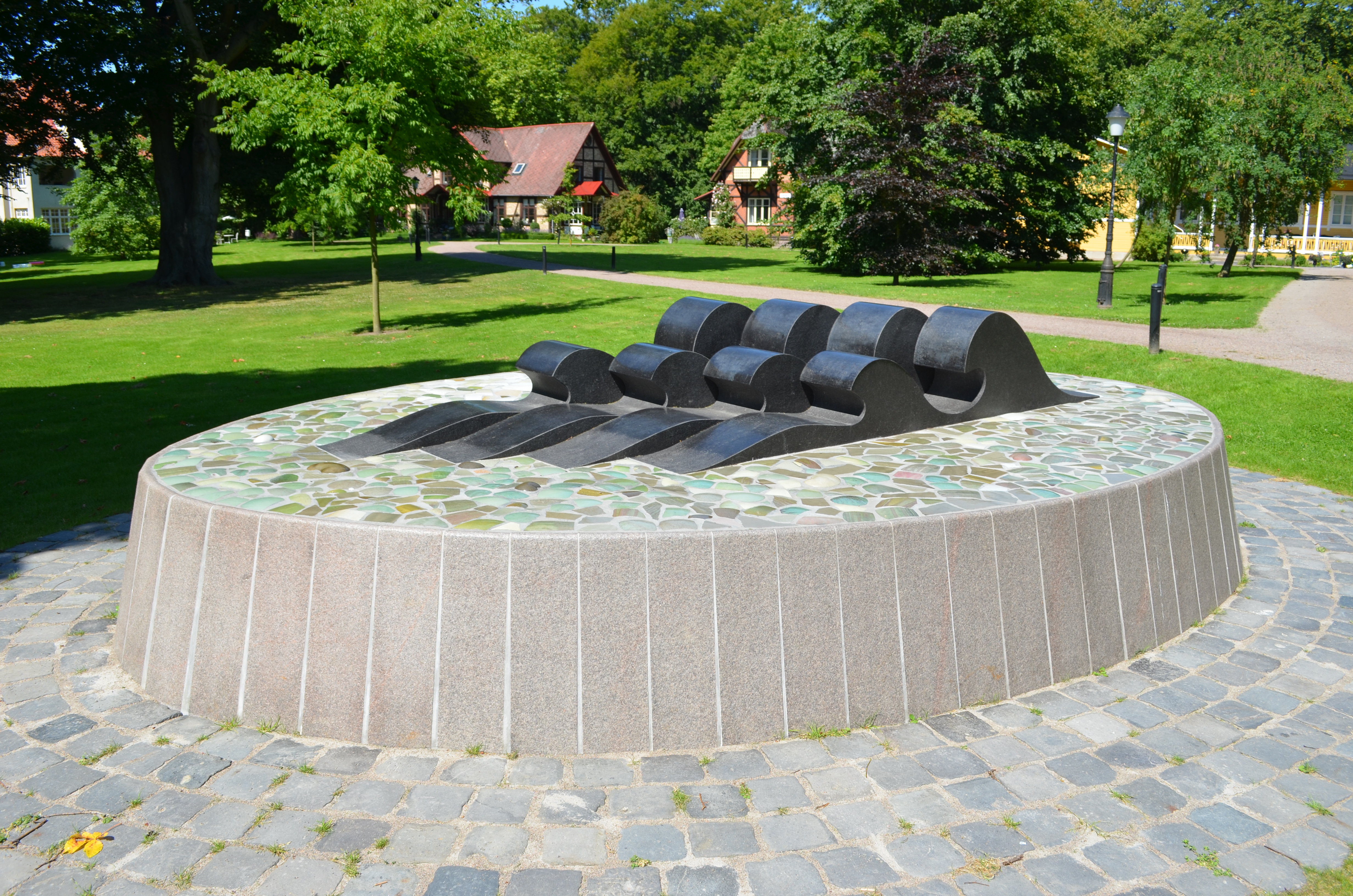
Bakom vågorna, flyktingmonument av Gustav och Ulla Kraitz (2010).

Från Ramlösadalen leder den så kallade Filosofiska gången upp på den andra höjden, vilken består av en blandad lövskog som förr dominerades av ekar och därför kallades Ekebacken, men numera har inslaget av bok ökat. Längs gången kan man se flera initialer inristade i träden, då detta var ett populär romantiskt promenadstråk under hälsobrunnens dagar. I början av Filosofiska gången står Hårlemans runsten (1750), donerad och utformad av 1700-talsarkitekten Carl Hårleman, där han tackar för en uppfriskande vistelse.
Parken har inslag av ett flertal ovanliga träd och man kan kring Villa Primula bland annat se kaukasisk vingnöt (Ptercarya fraxinifolia), turkisk hassel (Corylus colurna) och kinesisk sekvoja (Metasequoia glyptostroboides). Det finns även ett stort tulpanträd (Liriodendron tulipifera) mellan villorna Bellis och Salvia, vilket erbjuder en kraftigt blomstrande skrud under den tidiga sommaren, samt platan (Platanus acerfolia) och falsk akacia (Robinia pseudoacacia) vid Villa Malvia. Öster om Stora Hotellet växer en äkta kastanj (Castanea sativa).

### Byggnader i brunnsparken
Det finns 22 enskilda byggnader i brunnsparken. För att skydda parkens byggnader från exploateringshot som de under 1970-talet skyddades 13 av byggnaderna i parken genom att bli byggnadsminnesmärkta mellan 1973 och 1974, men nästan alla byggnader är skyddade då parken ingår i ett skyddsområde som omfattas av byggnadsminnesförklaringen.

#### Byggnadsminnen
- Läkarvillan

- Ramlösa brunnshotell

- Varmbadhuset

- Vattenpaviljongen

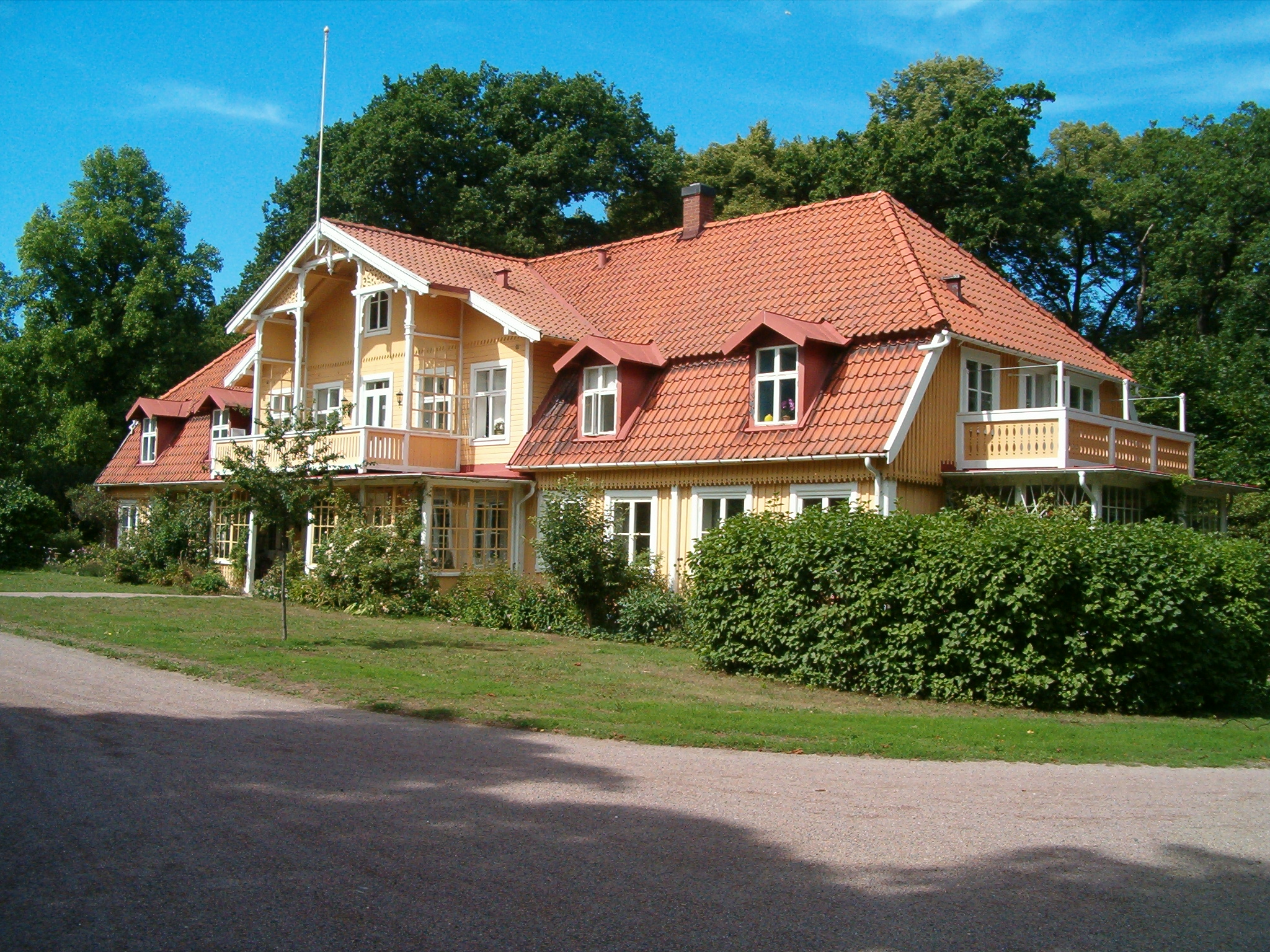
Läkarvillan.

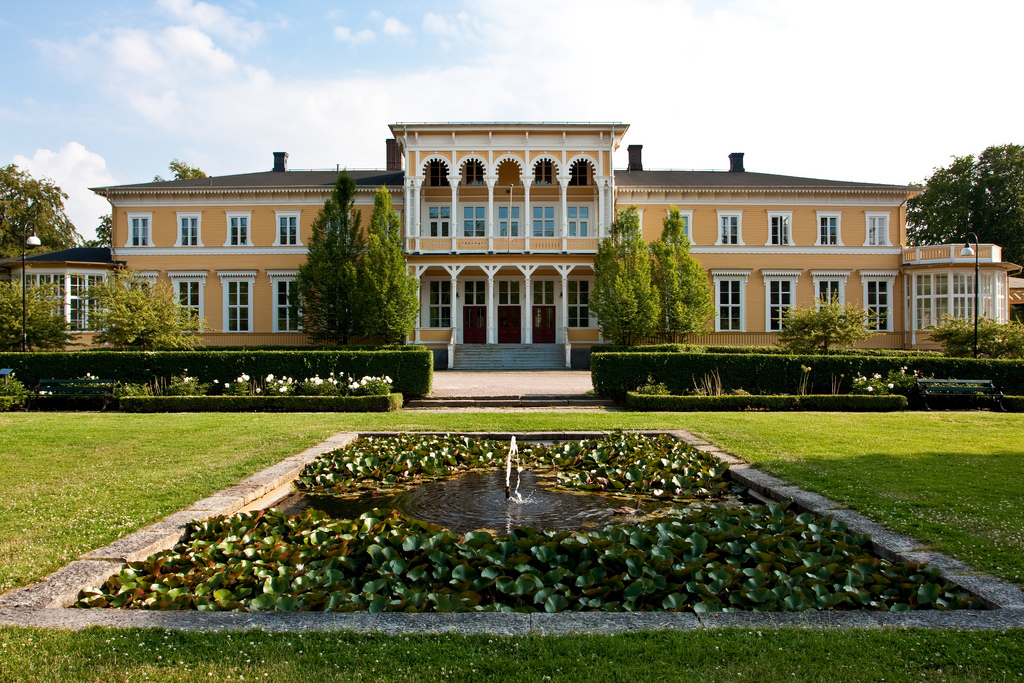
Brunnshotellet.

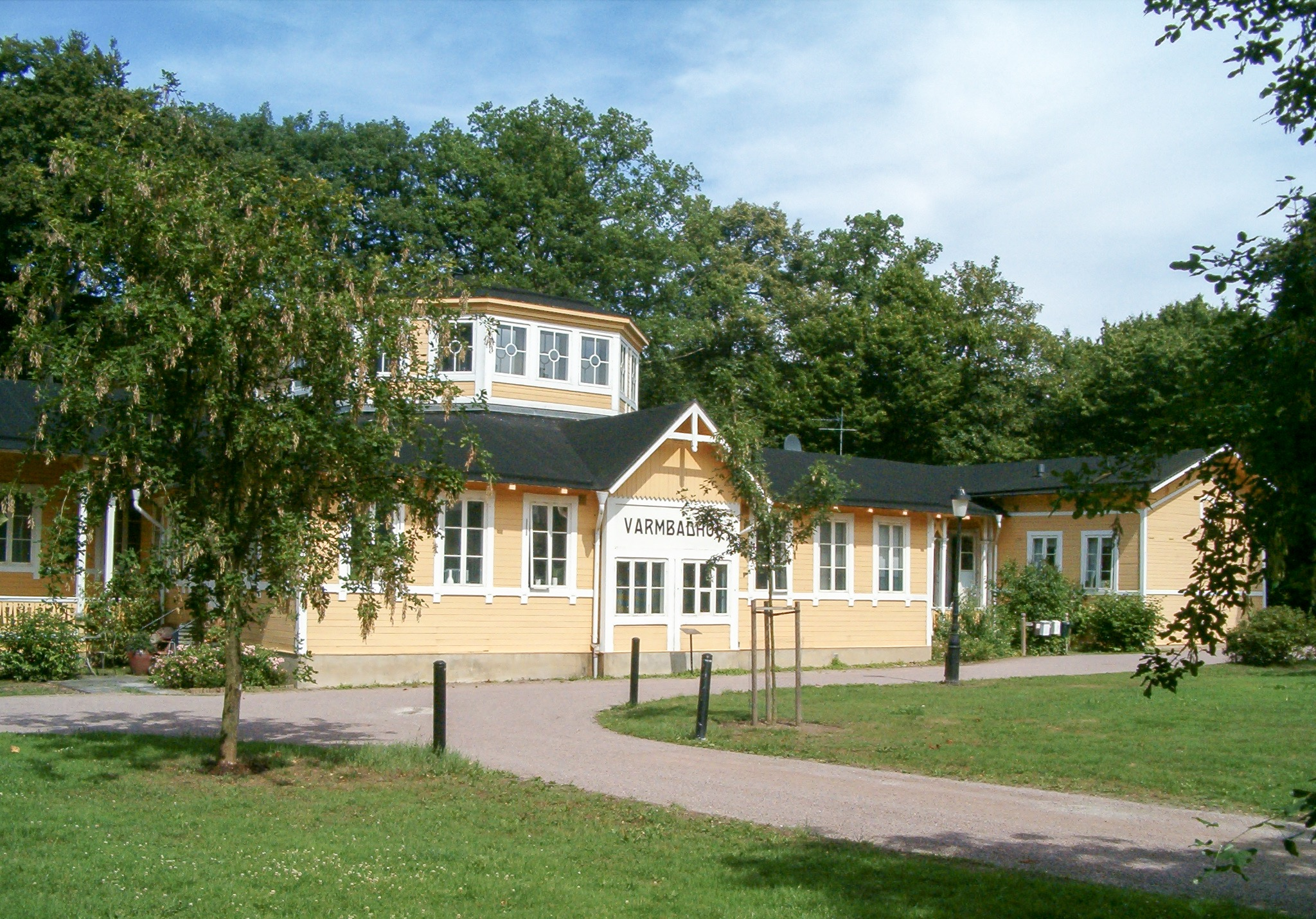
Varmbadhuset.

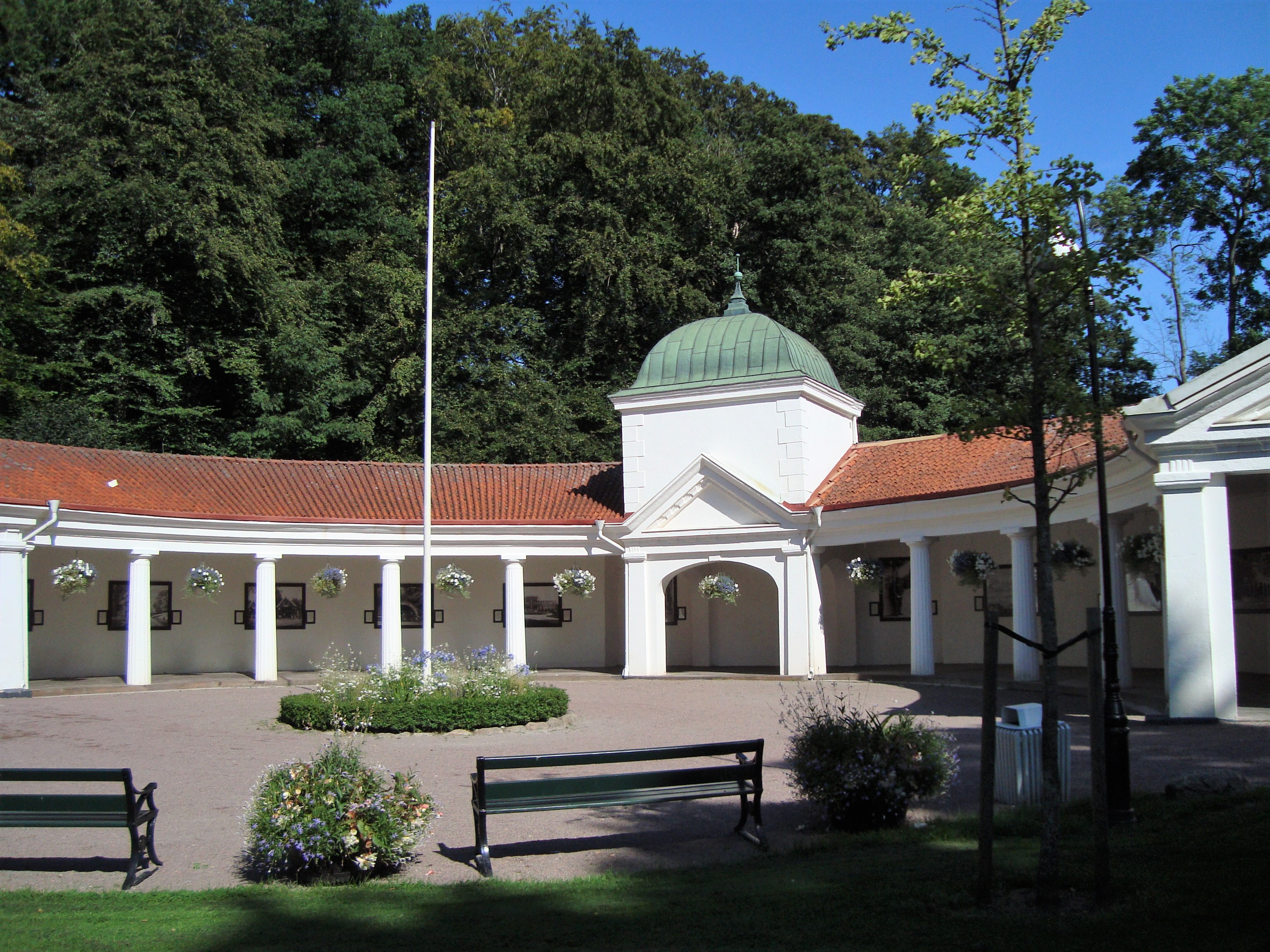
Vattenpaviljongen.

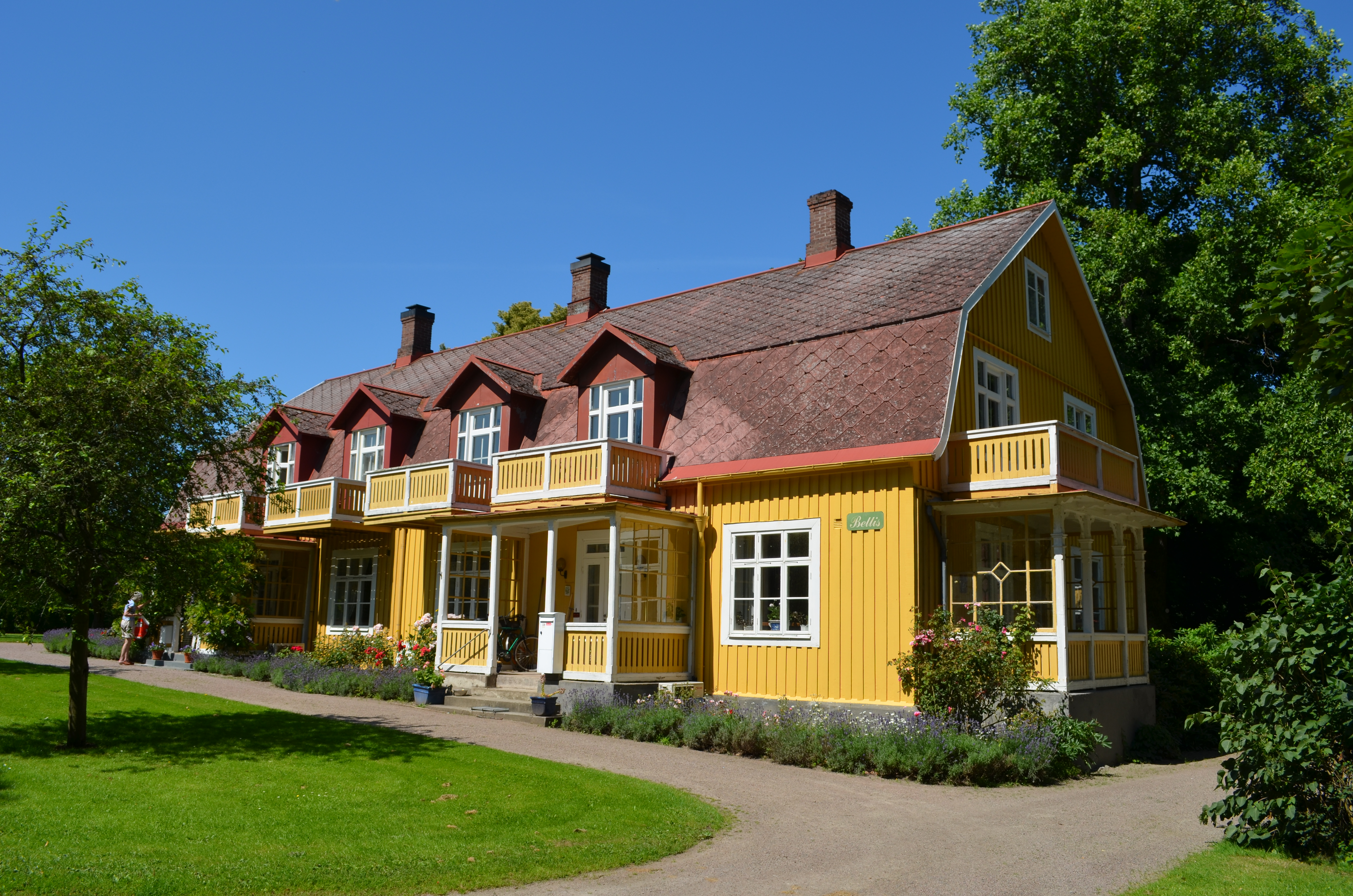
Villa Bellis.

- Villa Bellis byggdes 1807 och är en gulmålad träbyggnad med lockpanel i en våning med mansardtak. Byggnadshörnen, fönsterfodren, verandor och balkonger är vitmålade. Byggnaden uppfördes som ett parhus, alltså med bostäder åt två familjer, och har därför två ingångar, som båda ligger på byggnadens södra långsida. Ingångarna ligger i farstukvister med glasade sidor, på vilka balkonger är placerade och mellan dessa finns ytterligare två balkonger. Förutom de två balkongerna på farstukvisterna är byggnaden identisk med Villa Salvia. Arkitekten är okänd, huset blev byggnadsminne 1973.[60]

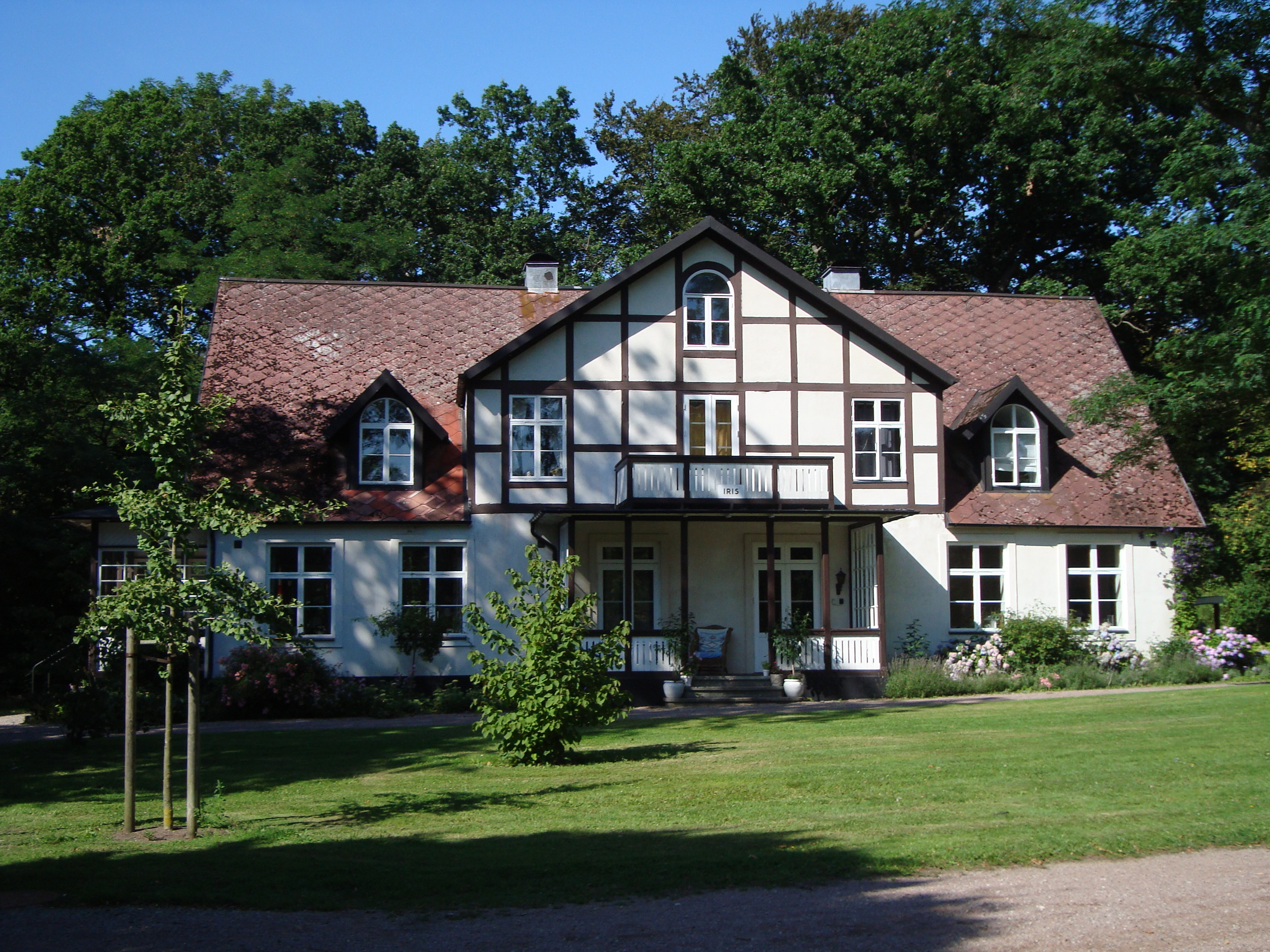
Villa Iris.

- Villa Iris är en vitputsad byggnad i en och en halv våning, troligen uppförd i 1800-talets början. Byggnaden har ett sadeltak balagt med röda eternitplattor, samt plåtklädda skorstenar och takkupor. Byggnadens sydfasad har en frontespis med synligt korsvirke och en snickrad veranda med ovanpåliggande balkong. Husets gavlar har även de synligt korsvirke och den västra gaveln har även den en veranda. Villan uppfördes som privatbostad och därför har dess tillkomst inte noterats i brunnens arkiv förrän den övergick i dess ägo 1878. Den har sju rum på nedervåningen och åtta rum på ovanvåningen och är numera privatbostad. Villan blev byggnadsminne 1973.[61]

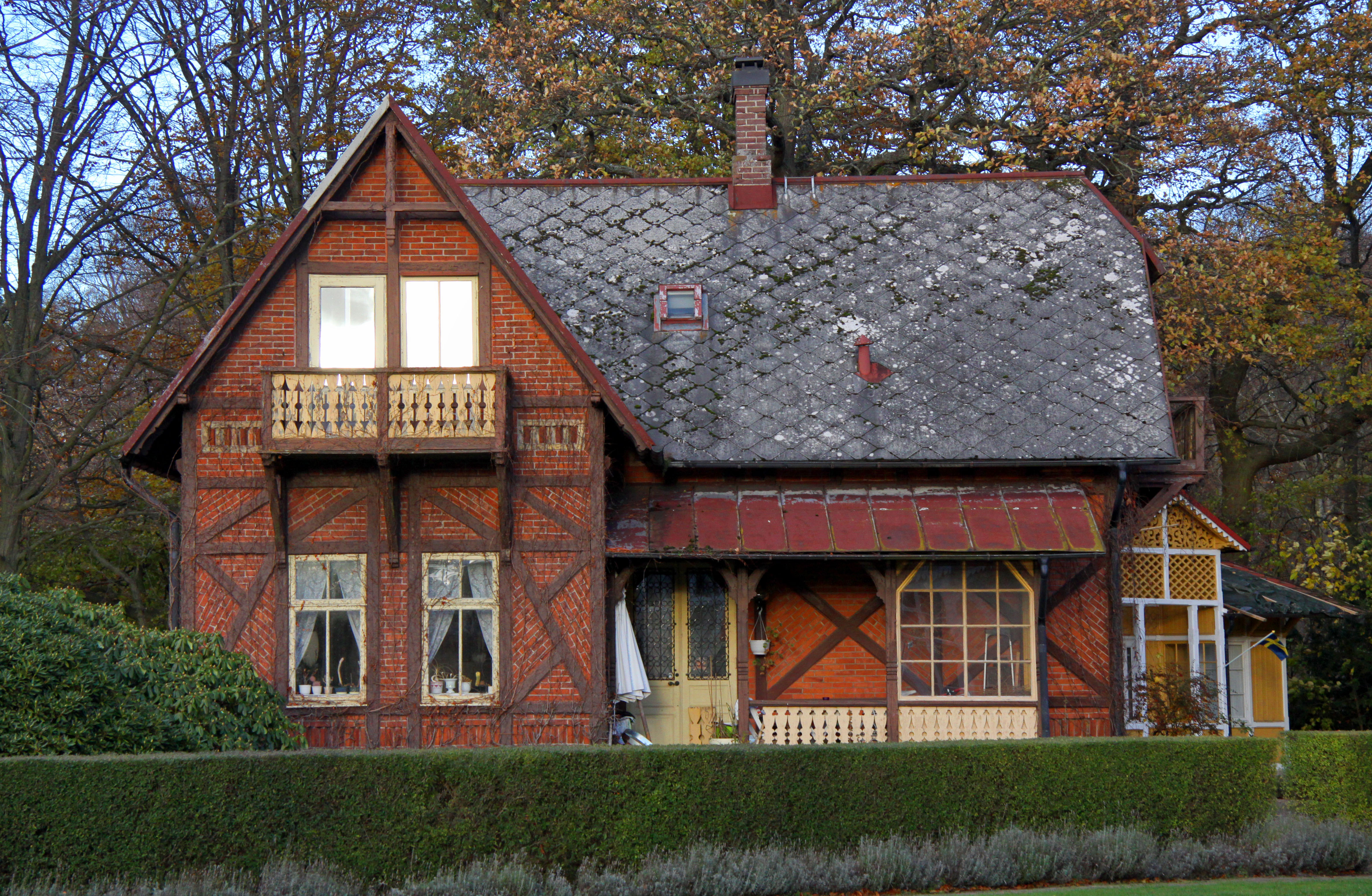
Villa Linnéa.

- Villa Linnéa ritades av arkitekt Alfred Hellerström och uppfördes 1896. Huset är en vinkelbyggnad på en och en halv våning och sadeltak. Fasaden består av imiterat korsvirke med rödflammigt mönstermurat tegel. Taket är belagt med grå eternitskivor. Byggnadsdetaljer som fönster, ballustrader och dörrar är målade i pastellgul färg. Villan har balkonger i båda gavlarna och i vinkeln har man förlagt en veranda, som vetter åt söder. Byggnaden blev byggnadsminne 1973. Utförande och bakgrund är densamma som villorna Pyrola, Veronika och Viola, även om vissa individuella skillnader förekommer.[61]

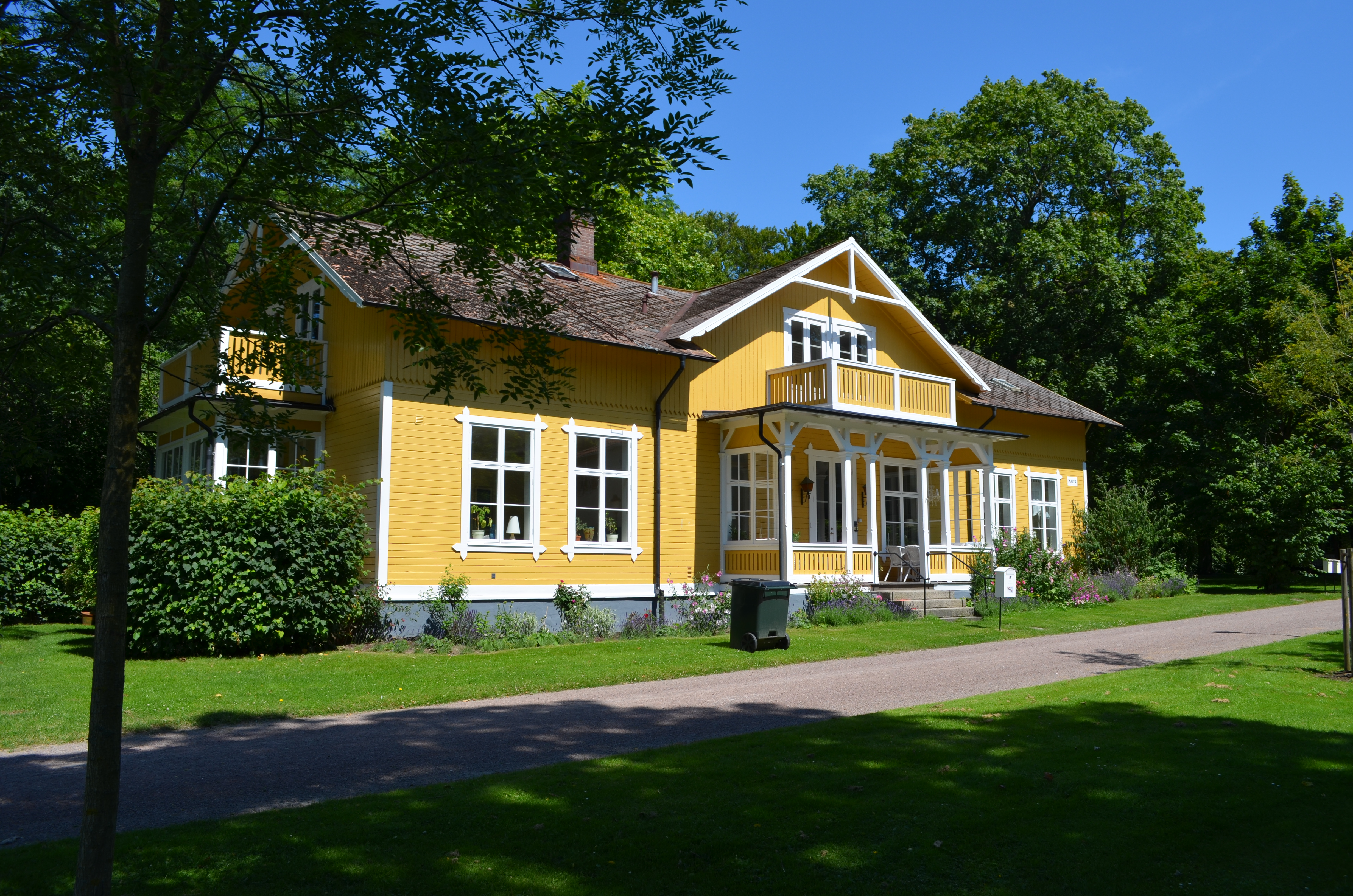
Villa Malva.

- Villa Malva byggdes omkring 1880 och är en träbyggnad klädd i gulmålad liggande panel. Huset är på en och en halv våning med sadeltak klätt i röda eternitplattor och gavelröstena samt takfotens undersida klädda i stående panel med sågtandfris. Huvudentrén är placerad i husets södra långsidefasad och betonas av en frontespis, samt en farstukvist med ovanpåliggande balkong. Båda gavlarna har utbyggda uterum med balkong på taket. Byggnaden ersatte troligen en byggnad på samma plats som brann ner 1879 och består av sju rum på bottenvåningen och sex rum på ovanvåningen. Byggnaden blev byggnadsminne 1973 och 1977 gjordes inredningen om till att hysa tre lägenheter.[62]
- Villa Pyrola ritades av arkitekt Alfred Hellerström och uppfördes 1896. Den är identisk med Villa Linnéa och blev liksom den byggnadsminne 1973.[63]

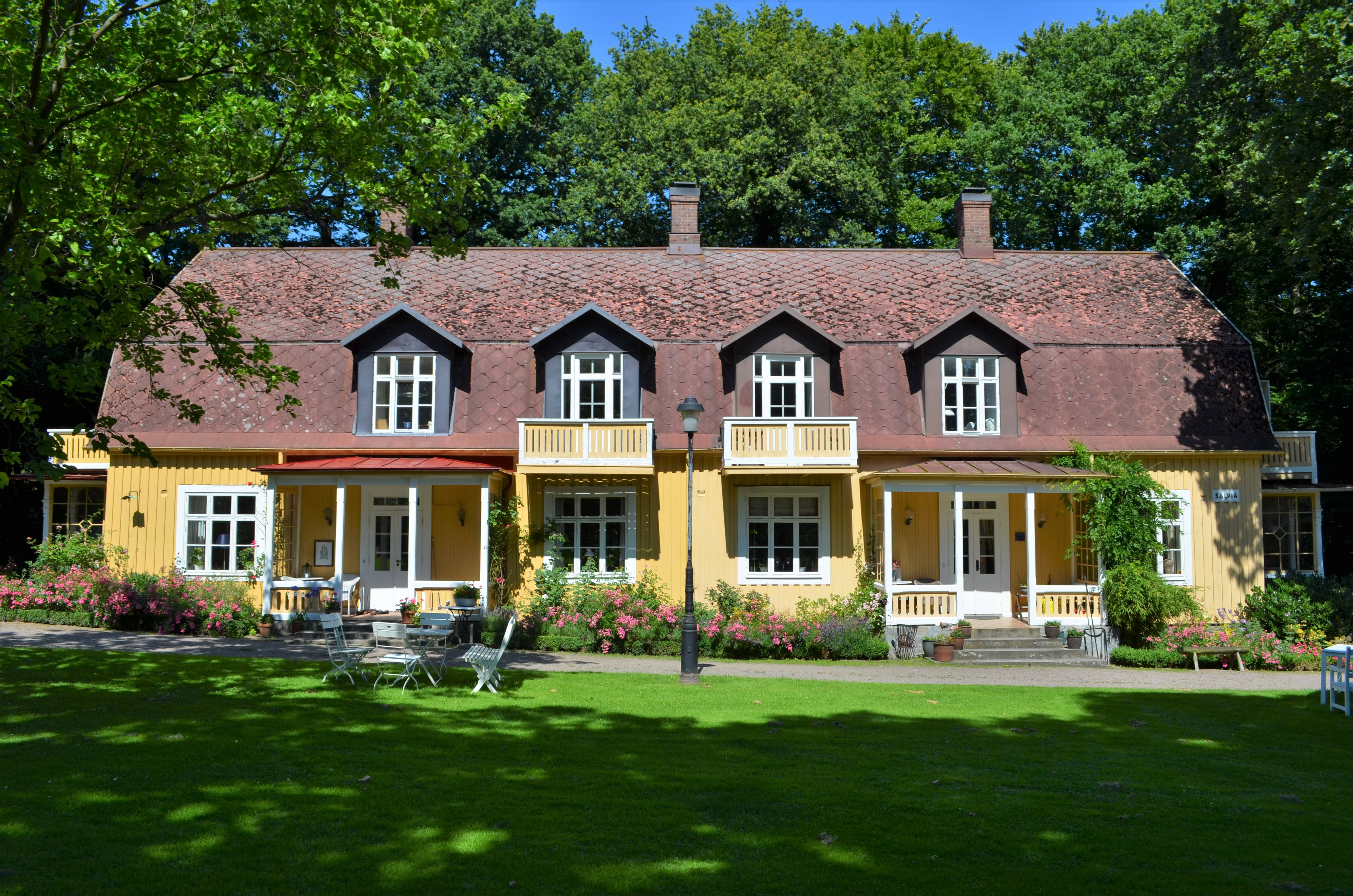
Villa Salvia.

- Villa Salvia uppfördes 1800 och är i sitt utförande identisk med Villa Bellis ovan, förutom att den inte har några balkonger ovanpå farstukvistarna. Arkitekten är även här okänd och villan blev byggnadsminne 1973.[63]

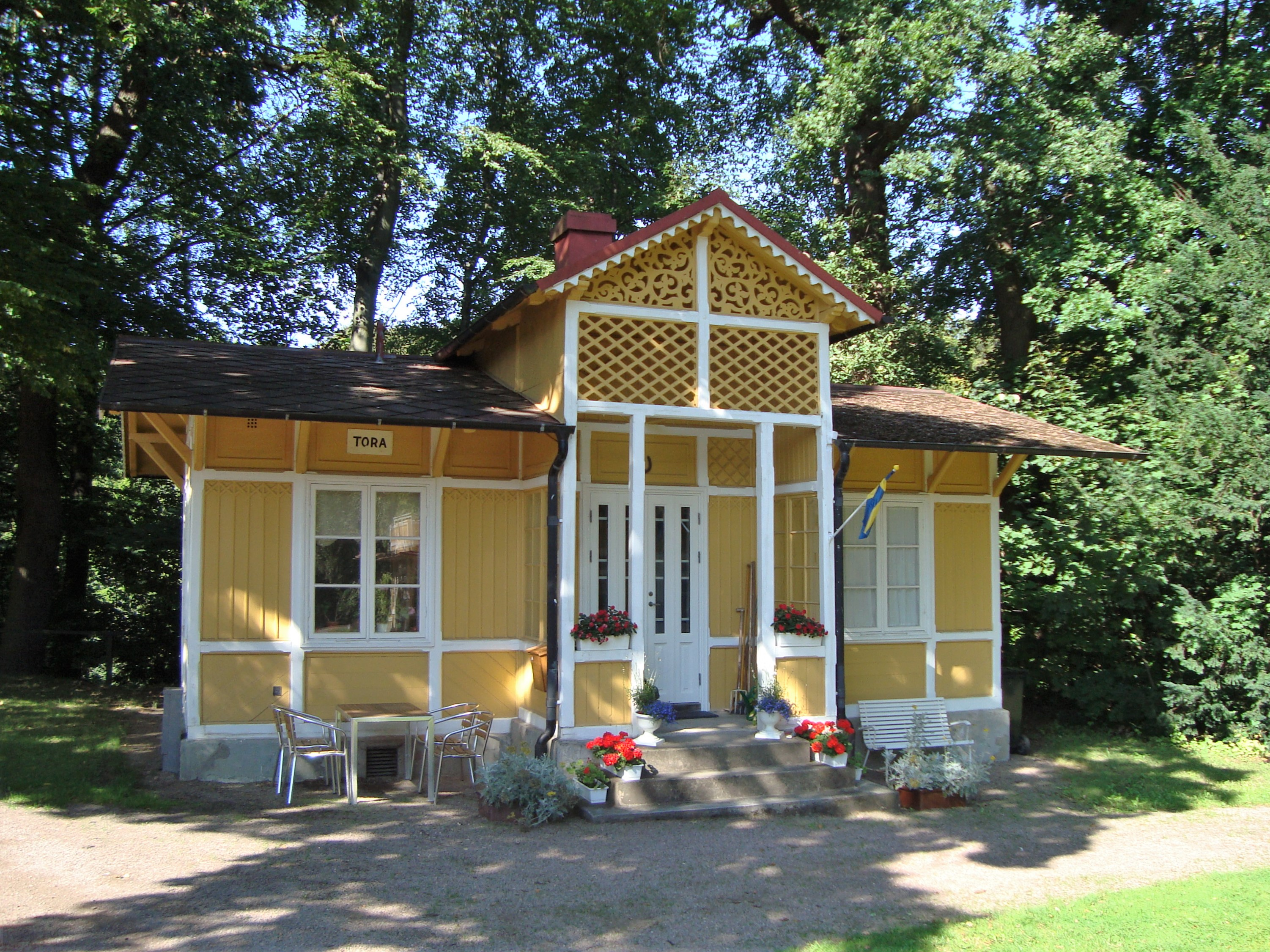
Villa Tora.

- Villa Tora är den minsta villan i brunnsparken och uppfördes någon gång mellan 1878 och 1899. Byggnaden är i en våning med starkt utskjutande sadeltag klätt med röda eternitskivor. Fasaderna är indelade i fack av vitmålade träprofiler, där mellanrummen utgörs av gulmålad stående avfasad locklistpanel i höjd med fönstren och varierande liggande och diagonal pärlspontspanel i facken över och under fönstren. Villan är utsmyckad med rikliga snickerier. Huvudentrén ligger i söder under en upphöjd farstukvist. Byggnaden har troligen tidigare stått på en annan plats och kanske fungerat som badpaviljong eller biljettförsäljnings- och vänthall åt hästspårvägen.[64]

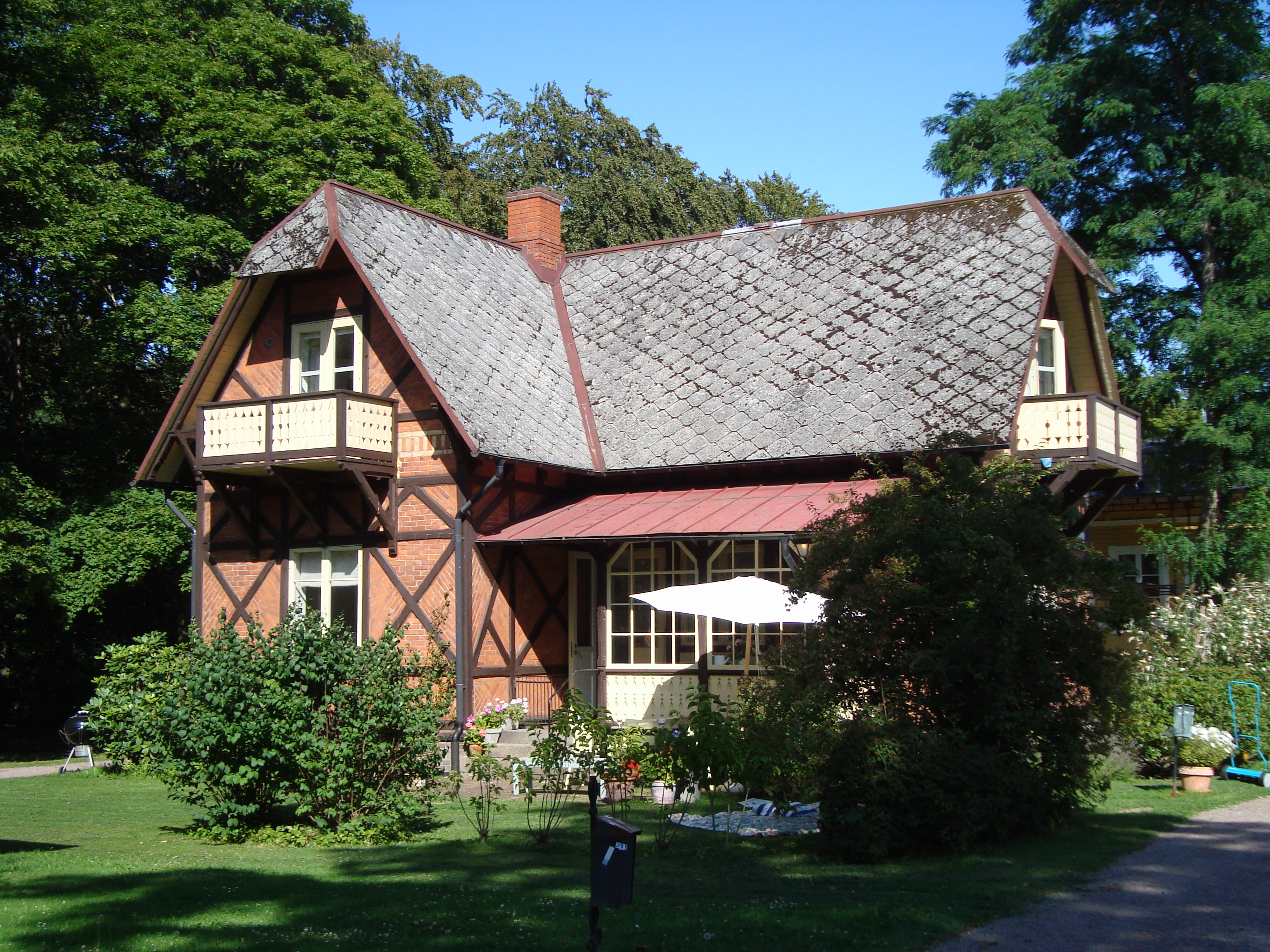
Villa Veronika.

- Villa Veronika ritades av arkitekt Alfred Hellerström och uppfördes 1896. Den är identisk med Villa Linnéa, förutom att båda gavlarna har halvvalmat tak, och blev liksom den byggnadsminne 1973.[64]

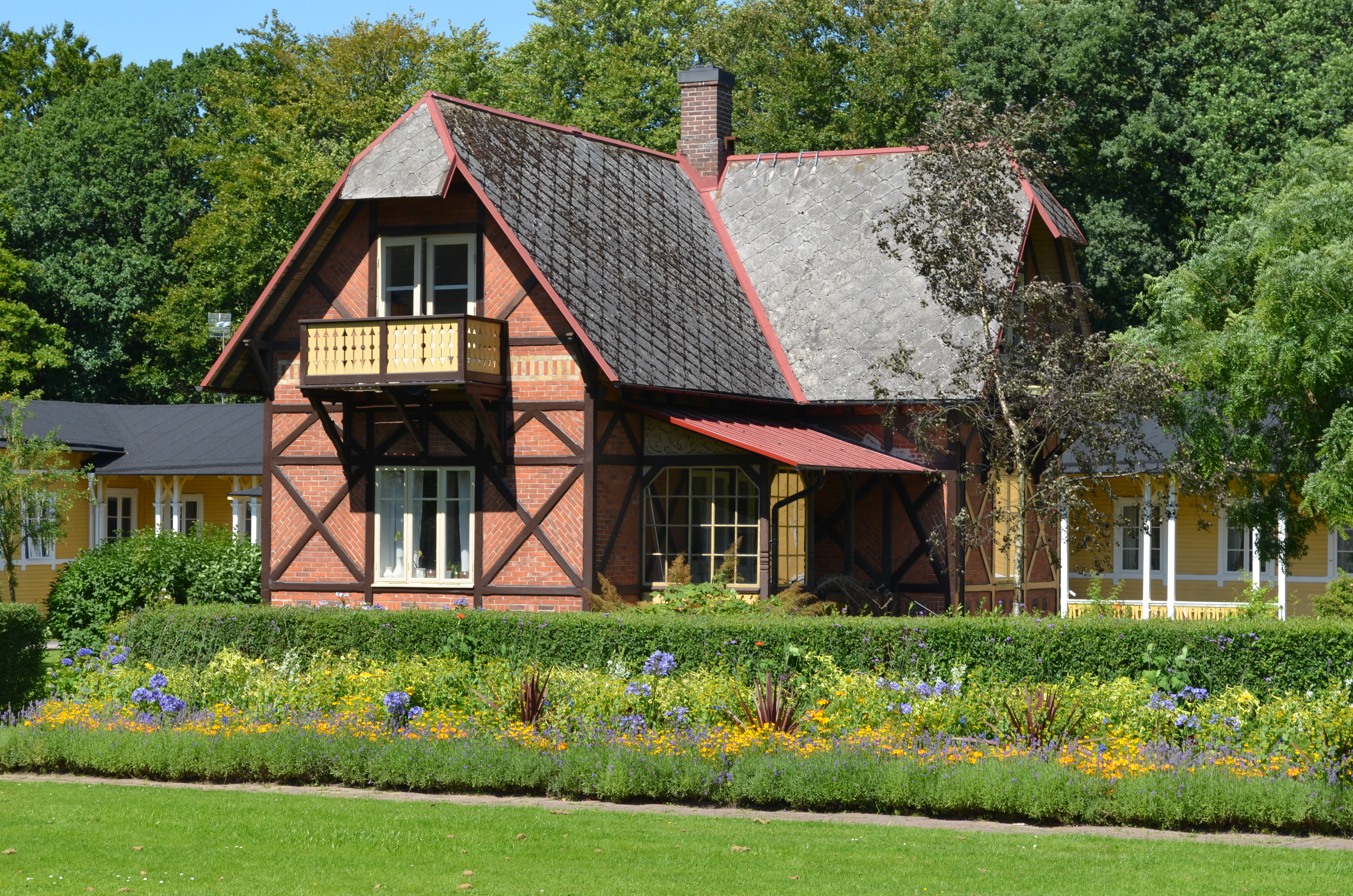
Villa Viola.

- Villa Viola ritades av arkitekt Alfred Hellerström och uppfördes 1896. Den är identiskt med Villa Linnéa, förutom att den är spegelvänd och att båda gavlarna har halvvalmat tak, och blev liksom Villa Linnéa byggnadsminne 1973.[65]

#### Övriga
- Brunnslasarettet består av två byggnader där den äldsta byggdes 1835 och ritades av arkitekt Fredrik Blom. Byggnaden är i två våningar, murad i gult tegel med kryssförband och valmat sadeltak. Den har vita profilerade våningsband som i bottenvåningen bryts av fönstrens kornischer, även de vita. Övervåningens fönster har däremot raka murade valv. Huvudentrén är placerad i byggnadens västra fasad och är omgiven av vita pilastrar med svarta baser, som bär upp en profilerad kornisch med texten "LASARETT". Den östra långsidan har en tillbyggnad i två våningar som tillfördes byggnaden 1928. 1982 fanns planer på att byggnadsminnesförklara byggnaden, men på grund av dess dåliga skick, blev detta aldrig verklighet. Den andra byggnaden är lasarettets annex, vilket byggdes 1885. Det är en byggnad i två våningar vars fasader är klädda i gulmålad liggande pärlspontspanel med vita knutar och våningsband. Omfattningar, balkonger och andra byggnadsdetaljer är även de vita. Huset täcks av ett valmat sadeltak belagt med röda enkupiga tegelpannor. Byggnaden utökades 1934 mot väster.[66]

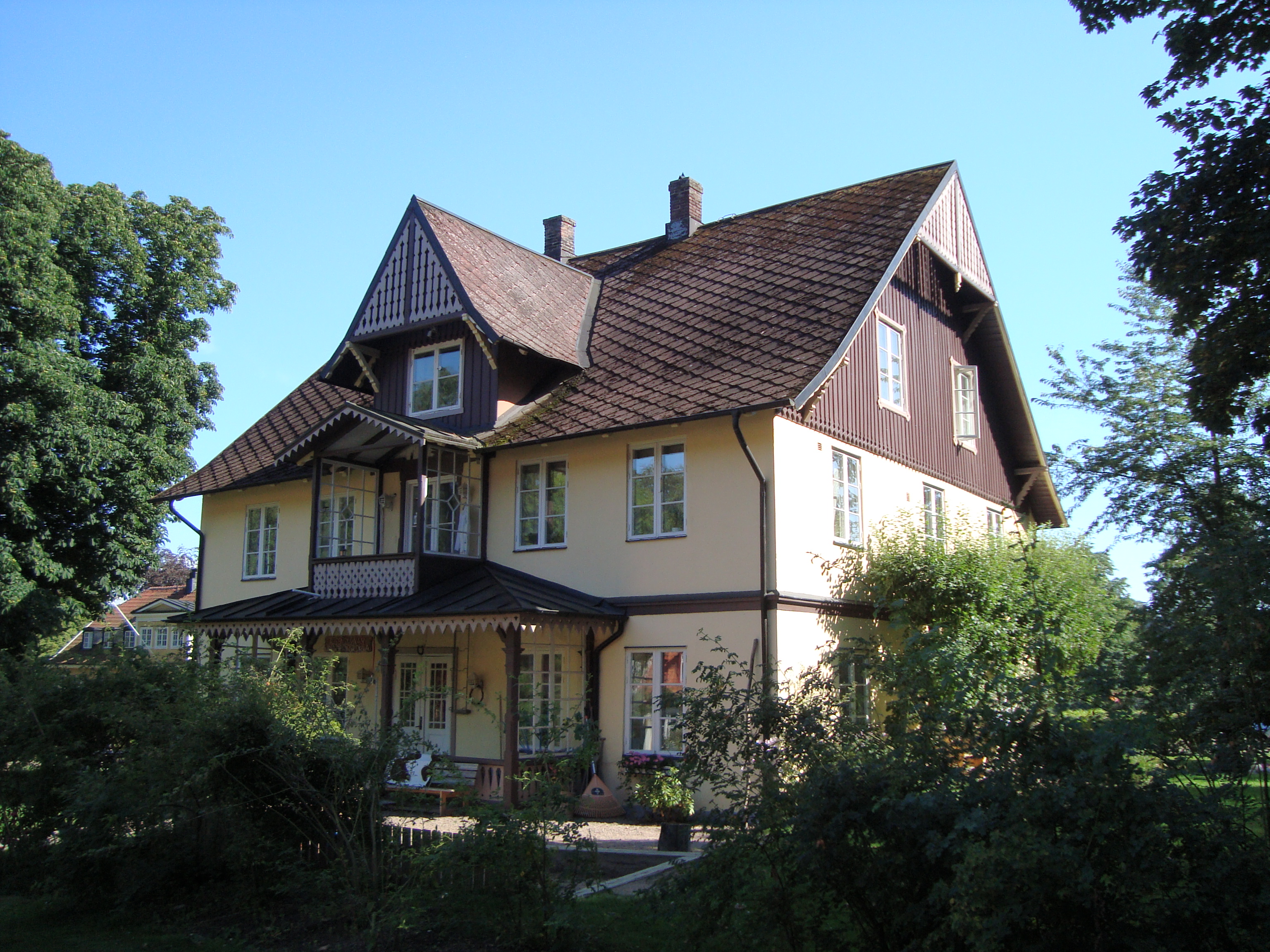
Kamrersvillan.

- Kamrersvillan byggdes 1829 och är i två och en halv våning i gul puts. Gavelrösten är klädd i avfasad locklistpanel med sågtandfris, som liksom byggnadens snickerier är brunmålade. Fönstren är däremot vitmålade och av mittpostmodell med spröjs där de i gavelröstena omfattas av figursågade vitmålade omfattningar. Vid huvudentrén, på den norra långsidan, har villan en utbyggd veranda med ovanpåliggande balkong med glasade sidor, vilken i sin tur är täckt av ett litet utskjutande sadeltak. Ovanför balkongen finns en mindre panelklädd frontespis som har en likadan motsvarighet på husets motsatta sida.[67]

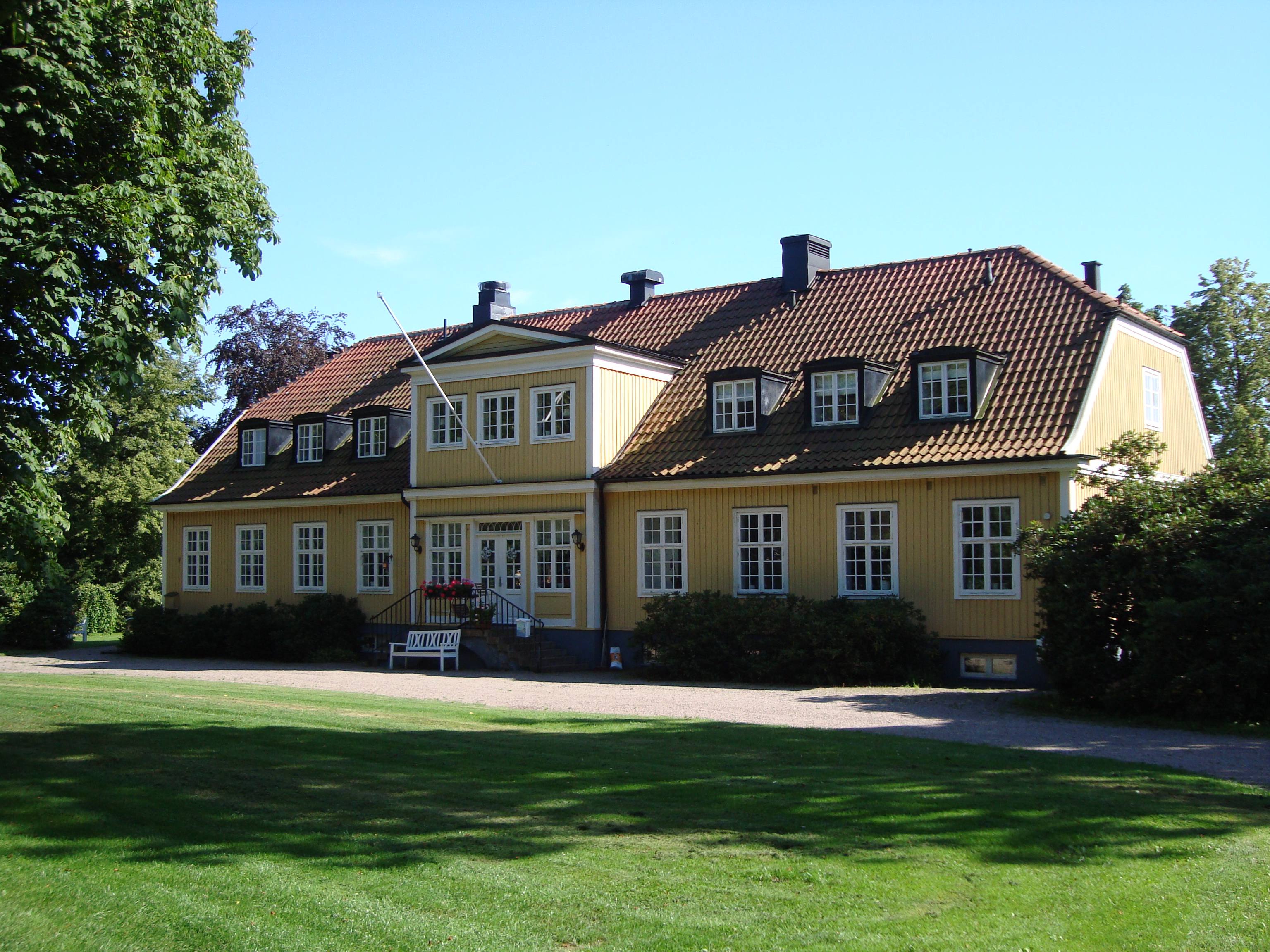
Kontorsvillan.

- Kontorsvillan uppfördes 1932 och ritades av arkitekt Arnold Salomon-Sörensen. Den är i en våning med inredd vind med ett halvvalmat tak belagt med rött taktegel. Taket bryts av på båda långsidorna av frontespiser och på vardera sida om dessa grupper om tre plåtklädda takkupor. Framför den södra frontespisen skjuter en mindre utbyggnad ut varpå en balkong är placerad. Fasaderna är klädda i grå locklistpanel, medan byggnadsdetaljer som fönster, dörrar, omfattningar och knutar är vitmålade.[67]

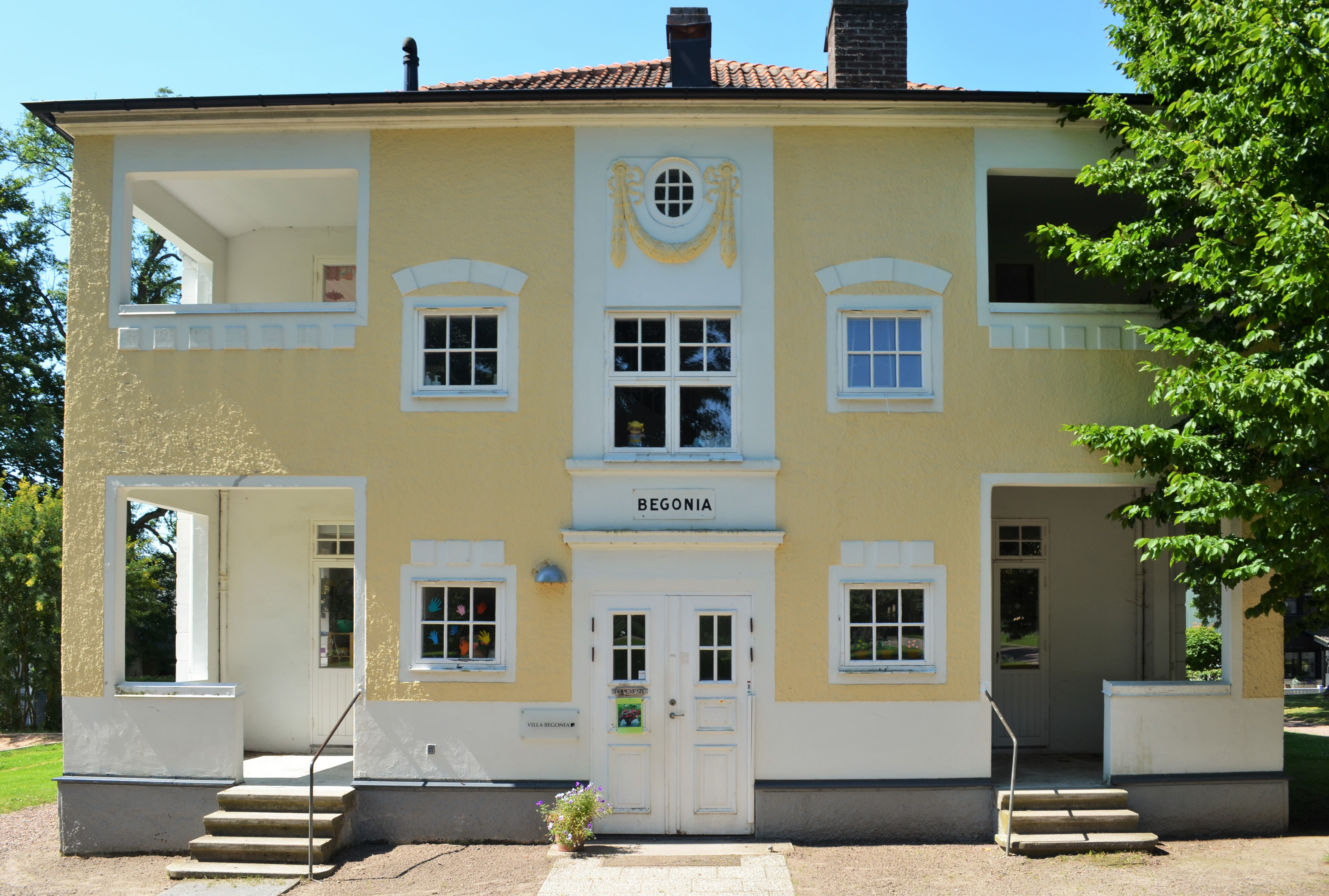
Villa Begonia.

- Villa Begonia ritades av Ola Anderson och uppfördes 1913. Det är en tvåvåningsbyggnad med gulputsade fasader, med hörnor artikulerade av vita hörnkedjor och tälttak av röda enkupiga takpannor. På de östra och västra fasaderna har byggnaden loggior vid båda hörnen, med egna öppningar med enkla trappor, som leder ut till trädgården. Villans fyra rum kunde under sommaren hyras av brunnsgästerna, men numera används bottenvåningen av en öppen förskola.[60]
- Villa Desideria uppfördes 1801 åt den friherreliga ätten Trolle. Det är ett korsvirkeshus i en och en halv våning med brunmålad ektimra och gult flammigt tegel i facken. Byggnadens långsidefasader har frontespiser i norr och söder, medan det i gavlarna är placerade sekundära farstukvistar åt öster och väster, tillkoma 1899. Huvudentrén ligger åt söder och är belägen under en snickrad veranda som tillkom mellan 1873 och 1879. Snickeridetaljer är brunmålade, förutom ballustraden i verandan och fönstren och fodren i farstukvistarna, som är vitmålade. Sitt namn har villan fått från Karl XIV Johans hustru drottning Desideria, som bodde i villan under sina vistelser på hälsobrunnen. Tidigare kallades huset det "Gamla Trolleska huset".[68]

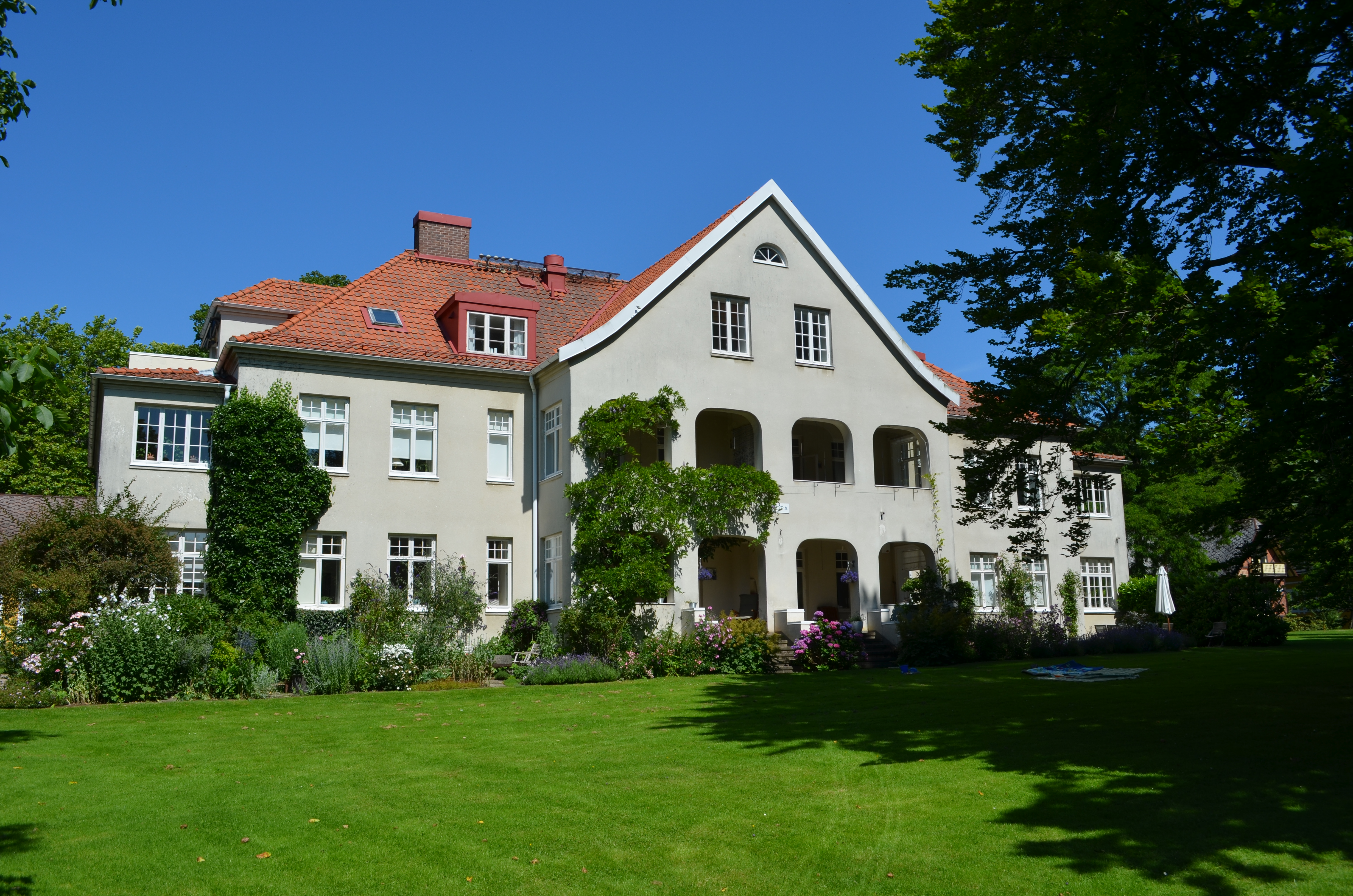
Villa Flora.

- Villa Flora byggdes 1920 och ritades av arkitekt Ola Anderson. Det är en stor, putsad byggnad i två och en halv våning med valmat sadeltak och röda takpannor. Dess södra fasad har ett framskjutande parti med loggior i båda våningarna. På platsen hade tidigare legat det "Nya Trolleska huset" från 1802, som revs 1920. Villa Flora byggdes för rumsuthyrning under brunnssäsongen på sommaren och innehöll 20 rum med 36 bäddar. År 1979 renoverades byggnaden invändig och gjordes om till ett flerbostadshus med åtta lägenheter.[68]
- Villa Primula kallas även Villa Viktoria och byggdes 1896 och är en vinkelbyggnad i en och en halv våning klädd i gulmålad liggande spontad panel på bottenvåningen och liggande pärlspontad dylik på ovanvåningen. Taket är sadeltak och klätt med tvåkupiga tegelpannor och två frontespiser mot söder, varav ett större och centralt placerat och ett lite mindre på dess östra sida. Under den centrala frontespisen skjuter en mindre utbyggnad ut, som bär upp en ovanliggande balkong. Utbyggnaden flankeras i bottenvåningen av verandor på vardera sida. I öster finns ett femkantigt trapptorn, som numera är omgjort till alkover. Byggnadsdetaljer som knutar, våningsband, foder och andra snickerier är vitmålade. Villan rustades upp 1976 då paneler, snickerier och fönster byttes ut mot nyare.[62]